# Эдер, Мари
Мари Эдер (фин. Mari Eder; род. 9 ноября 1987, Эно, Северная Карелия), в девичестве — Лаукканен (фин. Laukkanen) — финская биатлонистка и лыжница, член сборной Финляндии по биатлону. Победитель и призёр этапов Кубка Мира. Чемпионка Европы среди юниоров 2006 года.

## Биатлон

### Сезон 2004/2005— начало карьеры
Международная карьера Эдер началась с участия в Чемпионате мира среди юношей и девушек до 19 лет (на тот момент Мари было всего 17). Первым стартом для биатлонистки стала индивидуальная гонка, где она допустила четыре промаха, финишировав 22-й. Лучший результат — 20-е место в гонке преследования, в которую она отобралась благодаря успешному выступлению в спринтерской гонке, заняв то же место, что и в своей дебютной гонке. Также Эдер приняла участие в эстафете, где выступила хуже всех в команде, отправившись на два штрафных круга и использовав пять дополнительных патронов. Несмотря на это, Финляндия заняла 4-е место.

### Сезон 2005/2006— выступления на Чемпионате мира-U19 и Чемпионате Европы
Сезон 2005/2006 ознаменовался участием в двух международных соревнованиях: Чемпионате мира среди юношей и девушек до 19 лет и Чемпионате Европы. По итогам выступления на Чемпионате мира лучшим результатом Эдер стало 4-е место в гонке преследования.
Чемпионат Европы, проходивший в Арбере, сложился для Мари очень успешно. Во всех гонках этого первенства финская биатлонистка не опускалась ниже ТОП-10. При этом в гонке преследования Эдер финишировала на первом месте, тем самым одержав свою первую победу на международных стартах.

### Сезон 2006/2007— переход на взрослый уровень
Как и в предыдущие два сезона, Мари приняла участие в Чемпионате мира среди юниоров, но уже в более старшей возрастной категории U21, где она вновь продемонстрировала стабильность результатов, входя в ТОП-15 по итогам личных гонок.
В том же сезоне Мари дебютировала на взрослом Чемпионате мира, который проходил в итальянском Антхольце, показав 43-й результат в спринтерской гонке. Помимо этого, Эдер приняла участие в командных эстафетах, заняв 16-е место в смешанной и 12-е в
классической эстафете.
Спустя некоторое время Мари впервые приняла участие в Чемпионате мира по летнему биатлону в эстонском Отепя на роликовых лыжах. Начало выступлениям положила смешанная эстафета, проходившая в форме забега, в которой команда Финляндии финишировала 8-й. Первая личная гонка сложилась для Эдер достаточно успешно: допустив по два промаха на обоих огневых рубежах, Мари все же удалось занять 4-е место. Спустя день Эдер смогла повторить предыдущий результат, но уже в гонке преследования.

### Сезон 2007/2008— первые очки Кубка мира
В сезоне 2007/2008 Мари официально дебютировала на этапах Кубка мира. Несмотря на неубедительные результаты на первых трёх этапах, в конце января Эдер вновь выступила на Чемпионате мира среди юниоров в немецком Рупольдинге. Лучшим результатом на мировом первенстве стало 5-е место в гонке преследования.
Участие в Чемпионате мира не принесло высоких результатов из-за проблем со стрелковой составляющей биатлонистки, однако при этом Эдер завоевала свои первые очки в Общий зачёт Кубка мира, финишировав 34-й в спринтерской гонке. Лишь только однажды Мари заняла место в ТОП-10. Случилось это в составе смешанной эстафеты, в которой помимо Эдер принимали участие Кайса Мякяряйнен, Тимо Антила и Яркко Кауппинен.
Заключительный этап в норвежском Хольменколлене ознаменовался лучшим результатом Мари на этапах Кубка мира — 26-м местом в спринтерской гонке.

### Сезон 2008/2009— спад результатов
Сезон 2008/2009 не задался с самого начала. По прошествии первых трёх этапов Мари не набрала ни единого очка в Общий зачёт. Лучшим результатом стало 67-е место в спринте на 3-м этапе Кубка мира в австрийском Хохфильцене.
Именно в этом сезоне Эдер показала один из своих худших результатов в стрельбе, допустив девять промахов в индивидуальной гонке и заняв при этом 92-е место из 103 финишировавших.
Далее последовало участие в Чемпионате мира по биатлону в южнокорейском Пхёнчхане, где Мари стабильно финишировала за пределами ТОП-40. Что касается эстафетных гонок, то команда Финляндии, в состав которой входила Эдер, заняла 6-е место по итогам смешанной эстафеты.
Также Мари приняла участие в Чемпионате мира по летнему биатлону в немецком Оберхофе. В смешанной эстафете, проходившей в форме забега, команда Финляндии, в составе которой помимо Эдер бежали Лаура Тойванен, Сами Орпяна и Йори Рантахякяла, финишировала 11-й. Личные гонки сложились для Мари следующим образом: 9-е место в спринтерской гонке и 24-е в гонке преследования.

### Сезон 2009/2010— первые Олимпийские игры
Для Мари начало Олимпийского сезона складывалось не очень успешно. Лучшим результатом по прошествии шести этапов стало 32-е место в спринтерской гонке на этапе Кубка мира в словенской Поклюке.
На Олимпийских играх Эдер продолжила череду неудачных выступлений: 42-е место в индивидуальной гонке и 67-е в спринте. По решению тренерского штаба Мари не была заявлена ни на одну из эстафет из-за неубедительных результатов по ходу сезона.
В начале марта Эдер приняла участие в Чемпионате Европы по биатлону, где в составе эстафетной четвёрки заняла 11-е место.
На заключительном этапе в Ханты-Мансийске Мари финишировала 53-й в спринтерской гонке. Кроме того, Эдер была частью эстафетного квартета команды Финляндии, который занял 17-е место в смешанной эстафете на Чемпионате мира 2010 года.
Позже, как и сезоном ранее, Мари приняла участие в Чемпионате мира по летнему биатлону в польском Душники-Здруе. Спринтерская гонка и гонка преследования сложились для Эдер следующим образом: 8-е и 11-е место соответственно.

### Сезон 2010/2011— обнадёживающий финал
Сезон 2010/2011 выдался неожиданно тяжёлым, но насыщенным.
На первом этапе Кубка мира у Эдер случился приступ астмы, по этой причине тренерским штабом было принято решение не стартовать в женской эстафете в австрийском Хохфильцене. Что касается результатов, то лишь только четырежды Мари удалось набрать очки в кубковых гонках. Произошло это на трёх этапах Кубка мира. В немецком Оберхофе Эдер сумела попасть в ТОП-30 по итогам спринтерской гонки. Далее последовали успешные выступления на североамериканских этапах. На 7-м этапе Кубка мира в Преск-Айле Мари финишировала 29-й в спринтерской гонке. Гонку преследования Эдер завершила на 34-м месте, допустив шесть промахов, которые, в свою очередь, не позволили ей занять более высокое место. Уже через неделю Мари вновь оказалась в очковой зоне, заняв 35-е место по итогам гонки преследования на этапе в Форт-Кенте, отыграв при этом 16 позиций относительно своего результата в спринтерской гонке.
В последних числах февраля Эдер вновь приняла участие в Чемпионате Европы по биатлону, где финишировала 31-й в спринтерской гонке и 27-й по результатам гонки преследования.
Результаты Мари на Чемпионате мира в российском Ханты-Мансийске окончательно подтвердили наличие у биатлонистки существенных проблем со стрелковой подготовкой. На это обращает внимание тот факт, что, допустив по два промаха на каждом из огневых рубежей Мари была снята с дистанции на последнем круге гонки преследования из-за отставания на круг. Тем не менее, женская эстафетная команда Финляндии финишировала на 10-й строчке, несмотря на то, что Эдер выступила хуже всех в команде, отправившись на один штрафной круг и использовав четыре дополнительных патрона.
Заключительный этап в Хольменколлене преподнес неожиданный, но приятный сюрприз — лучшее место Мари в сезоне. По итогам гонки преследования Эдер сумела финишировать в ТОП-30, заняв 24-е место.
Мари завершила сезон на 56-м месте общего зачёта Кубка мира, набрав 67 очков.

### Сезон 2011/2012— первый масс-старт
В межсезонье Эдер перенесла операцию на глаза, что позволило ей отказаться от ношения линз. Кроме того, спустя некоторое время было принято решение о её включении в состав сборной Финляндии для подготовки к следующему сезону.
На первых трёх этапах Кубка мира сезона 2011/2012 Мари выступила неубедительно. Лучшим результатом стало 32-е место в спринтерской гонке на этапе в австрийском Хохфильцене. Она смогла повторить этот результат и в гонке преследования. Этап в Нове-Место стал для Эдер одним из самых худших с точки зрения стрелковых показателей: 19 промахов на 10 огневых рубежах. Далее последовала череда успешных выступлений в норвежском Хольменколлене. В спринтерской гонке Мари сумела показать свой лучший результат на этапах Кубка мира, финишировав 20-й с одним промахом на стрельбе из положения стоя. Затем последовало ещё более успешное выступление, но уже в гонке преследования, где Эдер сумела занять 14-е место. Результаты по итогам обеих гонок позволили Мари впервые отобраться в масс-старт. По его итогам биатлонистка финишировала на 24-м месте.
Судя по выступлениям Мари на предыдущих этапах, Чемпионат мира должен был выдаться для неё невероятно успешным, однако все оказалось не таким уж благоприятным. Начало выступлениям положили 15-е место в спринтерской гонке и 25-е место в гонке преследования. Спустя три дня Эдер заняла 60-е место в индивидуальной гонке, занеся себе в пассив 6 штрафных минут. В целом, выступление Мари на Чемпионате мира не было успешным из-за нестабильной стрельбы на огневых рубежах. Что касается скорости лыжного хода, то следует отметить, что Эдер стала чаще попадать в ТОП-30 по итогам гонок без учёта стрелковых показателей.
Этап в Ханты-Мансийске стал заключительным в сезоне. Результаты Мари лишь только прибавили поводов для размышлений. Итоговые позиции в спринтерской гонке и гонке преследования никак нельзя занести в актив финской биатлонистке — 29-е и 41-е место соответственно.

### Сезон 2012/2013— попадание в ТОП-10
Во время подготовки к началу сезона Мари старалась сохранять оптимизм по поводу стрелковой составляющей, опираясь на выступления конца прошлого сезона.
Начало же самого сезона 2012/2013 ознаменовалось провальными выступлениями Мари на первых четырёх этапах Кубка мира. Лишь только 28-е место в спринтерской гонке на втором этапе в австрийском Хохфильцене можно занести в актив. Благодаря этому выступлению Эдер всё-таки смогла набрать хоть какие-то очки в общий зачёт Кубка мира по итогам первой трети сезона. Лучшие результаты в сезоне Мари показала на этапе в немецком Рупольдинге. Вдобавок, ей удалось превзойти свое лучшее выступление в личных гонках: Эдер заняла 10-е место в спринтерской гонке и, при этом, отстрелялась чисто на обоих огневых рубежах. Далее последовал масс-старт, где Эдер финишировала 25-й. Обе эти гонки вскрыли ещё одну проблему в выступлениях Мари — очень медленную стрельбу на огневом рубеже. 97-е место по скорострельности в спринтерской гонке и 30-е в масс-старте никак не внушали оптимизм на успешные выступления в дальнейшем.
На Чемпионате мира в чешском Нове-Место Мари не удалось показать свои лучшие выступления как в лыжной составляющей, так и в стрелковой. Эдер финишировала 46-й в гонке преследования, в которую она чуть отобралась, заняв 60-е место в спринтерской гонке.
Что касается последних трёх этапов, то они не принесли Мари ни одного очка, тем самым продолжив череду неудачных выступлений начала сезона.

### Сезон 2013/2014— первый подиум
Первый этап Кубка мира в шведском Эстерсунде стал самым провальным. Уже в первом личном старте стрельба у Мари не задалась: 11 штрафных минут в индивидуальной гонке и 91-е место в финишном протоколе. Первые кубковые очки в сезоне Эдер взяла в спринтерской гонке во французском Анси — 37-е место, при этом уступив по скорости порядка 26 секунд соотечественнице Кайсе Мякяряйнен. В гонке преследования улучшить свои позиции не удалось — 44-е место. На немецких этапах результаты Мари стали улучшаться, однако точность на огневых рубежах оставляла желать лучшего. В эстафетной гонке в Рупольдинге Эдер показала лучшую скорость на 3-м этапе (обогнав Анастасию Кузьмину на 2,7 секунды).
На Олимпийских играх в Сочи Мари стартовала лишь однажды, отдав предпочтение выступлениям в лыжных гонках. В спринтерской гонке Эдер финишировала на 36-м месте с 2-мя промахами на стрельбе из положения стоя.
Спустя 419 дней в словенской Поклюке Мари обновила свой личный рекорд. На этот раз в спринтерской гонке Эдер финишировала девятой, допустив один промах на стойке. Гонка преследования не задалась — семь промахов (в этой гонке Мари не финишировала).
Постолимпийский отрезок сезона выдался весьма успешным. 3-е место в спринтерской гонке, а, следовательно, и первое попадание на подиум. Примечательно, что произошло это на домашнем этапе в финском Контиолахти. Залогом успешного выступления Эдер стала стрельба на ноль (впервые в личных гонках сезона 2013/2014) и неплохие скоростные показатели — 38 секунд отставания от триумфатора гонки Кайсы Мякяряйнен.
Комментарий Мари:

«На прошлой неделе я показала свой лучший результат, но не очень хорошо выглядела на лыжне. Чувствовала, что могу выступить лучше. Всю неделю была в хорошем состоянии, у меня была уверенность в себе. Конечно, я не ожидала, что попаду на подиум. Думаю, что главным фактором успеха стали болельщики. Сегодня я могла услышать слова поддержки на финском языке. Я получила заряд энергии от них»
Повторить успех во второй спринтерской гонке не удалось — 27-е место. В гонке преследования Мари опустилась на 12 позиций. При этом четыре из семи промахов были допущены на последней стрельбе.
Выступления Мари на этапе в норвежском Хольменколлене показали, что результат в Финляндии был лишь случайностью. 10 штрафных кругов в двух личных гонках — именно с такими показателями в стрельбе завершились две заключительные гонки сезона.
Мари впервые не отобралась ни в одну гонку с массовым стартом, начиная с сезона 2010/2011.

### Сезон 2014/2015— улучшение скоростных показателей
Начало сезона 2014/2015 не принесло никаких сюрпризов в плане результатов. Однако из-за проблем со здоровьем Мари пропустила первую гонку сезона — смешанную эстафету. На 4-м круге индивидуальной гонки Эдер упала и была вынуждена сойти с дистанции, имея в пассиве две штрафные минуты.
В целом, за период первых двух этапов лучшим результатом стало 21-е место в спринтерской гонке на втором этапе Кубка мира в австрийском Хохфильцене. После двоякого выступления в Словении Мари показала отличные результаты на этапах в Германии. Первой гонкой в немецком Оберхофе стала эстафета, где сборная Финляндии, в составе которой помимо Мари были Санна Маркканен, Кайса Мякяряйнен и Аннукка Силтакорпи, заняла 10-е место. Спустя два дня Эдер финишировала на 5-м месте, но уже в спринтерской гонке. В тот день были сложные погодные условия.
Комментарий Мари:

«Сегодня были очень сложные условия для всех, и я довольна своей стрельбой — она была сосредоточенной и сбалансированной. Я контролировала свои действия, и наконец-то у меня есть результат. Я пыталась работать в нормальном ритме. Мне помогло то, что я не чувствовала давления от промахов: я знала, что промахов сегодня будет много из-за трудных условий. Я смогла сосредоточиться на своей технике, а не на результате. Последние 500 метров были очень сложными. Мне пришлось бороться с ветром, но думаю, всем было тяжело. Я довольна»
В Рупольдинге Мари сумела повторить результат Оберхофа в аналогичной дисциплине, по итогам гонки войдя в ТОП-5. Из выступлений на последующих этапах — дебют Эдер в одиночной смешанной эстафете. Совместно с Ахти Тойваненом Мари заняла 12-е место, использовав со своей стороны шесть дополнительных патронов. Кроме того, Эдер сумела показать лучший ход, благодаря чему команда Финляндии заняла первое место в скоростном компоненте.
В начале марта Мари приняла участие в Чемпионате мира по биатлону, который проходил в финском Контиолахти. Лучшим результатом стало 16-е место в спринтерской гонке. Гонка преследования не задалась с самого начала. На первом огневом рубеже Эдер допустила три промаха, тем самым перечеркнув все надежды на возможное улучшение своей позиции относительно предыдущей гонки. В командных дисциплинах Мари заняла 16-е и 9-е место в женской и смешанной эстафете соответственно.
Заключительный этап в российском Ханты-Мансийске принёс лишь разочарование. Как и в конце прошлого сезона, Эдер допустила суммарно 10 промахов в двух последних гонках.
Мари завершила сезон на 34-м месте общего зачета Кубка мира, набрав 223 очка, что стало её лучшим результатом в карьере по итогам сезона.

### Сезон 2015/2016— проблемы со здоровьем
Летнее межсезонье Мари провела на сборах со своей подругой по команде Кайсой Мякяряйнен. Обе биатлонистки, как заявлял главный тренер финской сборной Марко Лааксонен, по потенциалу намного превосходили других, особенно в скоростных показателях. Особое внимание тренерским штабом в летний период было уделено стрелковой подготовке спортсменов.
Сезон 2015/2016 стартовал с этапа Кубка мира в шведском Эстерсунде, на котором Мари выступила достаточно невзрачно. Кроме того, в индивидуальной гонке Эдер не смогла финишировать из-за проблем с дыханием.
Комментарий Мари:

«На самом деле нет никаких объяснений происшедшему. Не знаю, что это. Я была как лунатик. Дыхание было очень быстрым, началась гипервентиляция. Не знаю, с чем это связано. Такое уже происходило раньше, но я не думала, что это сможет помешать мне в будущем. Со стороны могло показаться, что кто-то умирает. Ноги подкашиваются, когда не можешь нормально дышать. Наступает полнейший ступор. Пыталась начать сначала и подняться после падения, но не смогла больше бежать»
Лишь только на третьем этапе в словенской Поклюке Эдер смогла набрать свои первые очки в общий зачёт Кубка мира. Выступления в немецком Рупольдинге ознаменовались 16-м местом в спринтерской гонке. Несмотря на три штрафных круга, Эдер всё-таки удалось удержаться в ТОП-30 по итогам гонки преследования — 24-е место. Далее последовало первое за полтора сезона попадание в масс-старт, однако 20-е место в финишном протоколе никак нельзя назвать удовлетворительным. На североамериканских этапах Мари выступила лишь в двух гонках — в смешанной эстафете в канадском Канморе и в спринтерской гонке в американском Преск-Айле, в которых финишировала на 14-м и 82-м месте соответственно.
Участие в Чемпионате мира подвело своеобразную черту под выступлениями Эдер в сезоне. Две личные гонки, в которых Мари приняла участие, лишь только добавили поводов для размышления. По итогам обоих выступлений Эдер ни разу не попала в ТОП-40, что свидетельствовало о спаде результатов, как это было и в предыдущих сезонах.
Уже по завершении Чемпионата мира и сезона в целом, Эдер сделала неожиданное заявление, касающееся продолжения спортивной карьеры:

«Результаты показали, что я далека от своего уровня. На чемпионате мира я хочу показывать максимум. Чувствую, что сейчас с моим организмом не все в порядке. Поэтому решила сделать перерыв, чтобы разобраться. Самое главное — выяснить причины сбоя. Эта ситуация длится уже два месяца и я хочу выявить самый корень проблемы. Остальное на данном этапе — вторично. Есть признаки, что состояние здоровья связано с некоторыми медицинскими отклонениями. Продолжение спортивной карьеры зависит от того, сможем ли мы повлиять на происходящее. Решим этот вопрос позднее»
В середине мая Мари приняла решение о продолжении карьеры, а также начале подготовки к следующему сезону.
Спустя некоторое время, впервые за шесть лет, начиная с сезона 2009/2010, Мари выступила на Чемпионате мира по летнему биатлону, проходившем в эстонском Отепя. Первой гонкой на Чемпионате мира стала смешанная эстафета, в которой сборная Финляндии завоевала золотую медаль, одержав уверенную победу, при этом опередив ближайших преследователей на более чем минуту. В состав команды помимо Эдер входили Кайса Мякяряйнен, Туомас Грёнман и Олли Хииденсало.
Спринтерская гонка и гонка преследования сложились для Эдер следующим образом: 6-е и 7-е место соответственно.

### Сезон 2016/2017— двойная победа
Сезон по традиции стартовал с этапа Кубка мира в шведском Эстерсунде. Индивидуальная гонка сложилась для Эдер неудачно — 10 штрафных минут и 63-е место в финишном протоколе. Тенденция, связанная с обилием промахов на огневом рубеже, продолжилась на следующих этапах. В личных гонках Мари стабильно допускала по три неточных выстрела, иногда даже и более. По итогам первых четырёх этапов лучшим результатом Эдер стало 15-е место в гонке преследования в чешском Нове-Место, в которую Мари отобралась благодаря достаточно успешному выступлению в спринтерской гонке (25-е место). На этом же этапе Эдер впервые в сезоне попала в масс-старт, где финишировала на 23-м месте, допустив пять промахов. Далее последовали неплохие результаты в итальянском Антхольце. Несмотря на сильные порывы ветра, индивидуальную гонку Мари завершила на 11-м месте, промахнувшись трижды. Кроме того, Эдер вошла в состав эстафетной четверки. Совместно с Лаурой Тойванен, Санной Маркканен и Кайсой Мякяряйнен Мари заняла 7-е место.
Чемпионат мира в австрийском Хохфильцене ознаменовался неожиданным 4-м местом Эдер в индивидуальной гонке. Мари уступила победительнице Лауре Дальмайер чуть меньше двух минут, имея в пассиве один неточный выстрел. В масс-старте Эдер не стартовала, отдав предпочтение подготовке к соревнованиям в лыжных гонках.
После домашнего этапа Кубка мира в финском Контиолахти, где Мари выступила неплохо, стабильно попадая в ТОП-25, последовал «золотой» этап в норвежском Хольменколлене, который стал заключительным в этом сезоне. Спринтерская гонка открывала соревновательную неделю. Эдер заняла 1-е место, отстрелявшись без промахов и опередив француженку Жюстин Бреза на 7,9 секунды.
Комментарий Мари после гонки:

«Сегодня я чувствовала себя здорово, отстрелять чисто — очень круто. Надо почаще так делать. День был совсем не простой, на стрельбе стоя мне немного повезло. Я так счастлива, что этого хватило сегодня, чтобы победить»
Более того, Мари удалось отстоять лидирующую позицию и в гонке преследования. Несмотря на один штрафной круг на последней стойке, Эдер сумела опередить Габриэлу Коукалову, занявшую 2-е место, на 26.5 секунды.
Свою победу Мари посвятила тренеру по стрельбе Аско Нуутинену, который скончался накануне:

«Наш тренер по стрельбе скончался в Контиолахти. Он был в больнице, и мы потеряли его прошлой ночью. Этот день и эта чёрная лента на руке — в память о нём. Это была очень эмоциональная гонка, начиная с того момента, как я встретилась с командой в вакс-кабине. Я думала сегодня только о нём. <…> Всю свою жизнь я работала для того, чтобы в один день бежать в бибе с первым номером. Я знаю, что он гордился бы мной»
На следующий день в гонке с массовым стартом Мари заняла 6-е место. Виной тому послужили два неточных выстрела: по одному на каждом из двух рубежей при стрельбе из положения лежа. При этом Эдер показала лучший ход на лыжне.
Подводя итоги своему выступлению в масс-старте и сезоне в целом, Мари сказала следующее:

«Я провела лучшую гонку с общего старта чем когда-либо. Сегодня я была быстра на лыжне. Так что шестого места достигла благодаря хорошему ходу. Это были потрясающие три дня. Я испытала тут сильные чувства. Это будут хорошие воспоминания. Сезон до этого этапа складывался не так, как я надеялась. Конечно, такой успех улучшил картину, но не изменил в целом результат по сезону. В четверг перед спринтом я посмотрела на свои предыдущие гонки и то, что я увидела, был кризис. Но лучше поздно, чем никогда»
Мари завершила сезон на 26-м месте общего зачета Кубка мира, набрав 363 очка, тем самым вновь обновив свой лучший результат по итогам сезона.

### Сезон 2017/2018— Олимпийские игры в Пхёнчхане
Первый этап Кубка мира в шведском Эстерсунде ознаменовался относительно удачным выступлением Мари в эстафетной гонке, по итогам которой команда Финляндии вошла в ТОП-10, заняв 8-е место. Эдер бежала на первом этапе, использовав два дополнительных патрона при стрельбе из положения лежа. По выступлению в индивидуальной гонке стало ясно, что проблемы со стрелковой подготовкой всё ещё присутствуют. Несмотря на отличные скоростные показатели, Мари заняла лишь 18-е место, имея в пассиве две штрафные минуты. Виной тому послужила низкая скорострельность Эдер — 69-е место из 102 по этому показателю. Этап в французском Анси стал самым успешным для Мари за весь сезон. Эдер стабильно входила в ТОП-25 по итогам всех гонок. Лучшим же её выступлением стало 12-е место в спринтерской гонке, в которой Мари допустила лишь один промах. Далее последовало успешное выступление в немецком Оберхофе. Команда Финляндии, в состав которой помимо Мари входили Венла Лехтонен, Лаура Тойванен и Кайса Мякяряйнен, финишировала на 7-м месте. Мари решила не выступать в немецком Рупольдинге, чтобы основательно подготовиться к Олимпийским играм.
На Олимпийских играх в корейском Пхёнчхане Мари выступила неудачно. В спринтерской гонке Эдер финишировала на 64-м месте, допустив 5 неточных выстрелов. Индивидуальная гонка так же не задалась — 42-е место и четыре штрафные минуты в пассиве.
Этап в финском Контиолахти принёс лишь одно очко в копилку Мари. В спринтерской гонке Эдер финишировала на 40-м месте, допустив два промаха — по одному на каждом из огневых рубежей.
В Хольменколлене Мари показала неплохие результаты, финишировав 20-й в спринтерской гонке и 12-й в составе эстафетной команды.

### Сезон 2018/2019— операция и пропуск части сезона
Эдер стартовала лишь на первых двух этапах Кубка мира — в словенской Поклюке и австрийском Хохфильцене. Личные гонки сложились для неё неудачно. Лучшим результатом на протяжении этих двух этапов стало 45-е место в индивидуальной гонке в Словении. Также на словенском этапе Мари заняла 5-е место в смешанной эстафете, использовав со своей стороны лишь один дополнительный патрон. Команда Финляндии в данной гонке, помимо Мари, была представлена биатлонистами в лице Кайсы Мякяряйнен, Теро Сеппяля и Олли Хииденсало.
Затем последовали неожиданные снятия Эдер с этапов в Германии. Тренерский штаб отказывался комментировать причину такого рода действий. Ситуация прояснилась ближе к началу февраля, когда Мари сообщила через свою страницу в Инстаграме о том, что из-за проблем со здоровьем она перенесла вынужденную операцию в начале января и ей придётся пропустить значительную часть сезона по причине реабилитационного периода.
Позднее, для проверки физических кондиций Эдер впервые в своей карьере приняла участие на Кубке IBU. В спринтерской гонке Мари финишировала на 38-м месте, допустив три неточных выстрела.
На следующий день Эдер заявила следующее:

Вчерашняя гонка на Кубке IBU была тестовым соревнованием для меня и подготовкой к чемпионату мира. Выступление было далеко от того, чего я хотела, хотя оно довольно реалистично отражает мое состояние <…> Я не могу быть в лучшей форме и в таком состоянии я не смогу помочь команде на чемпионате мира <…> Этот сезон для меня закончился. Главной целью был чемпионат мира, после него всего лишь один этап <…> Я сделала все возможное, чтобы вернуться, но не получилось. Сейчас я не могу показывать результат

Впервые за 10 лет Мари не набрала ни одного очка в общий зачёт Кубка мира. Так, Эдер приняла участие лишь в 4 личных гонках сезона.

### Сезон 2019/2020— превосходная скорость и провальный ЧМ
По сложившейся традиции сезон открыл этап в шведском Эстерсунде. Начало выступлениям положила смешанная эстафета, по результатам которой команда Финляндии вошла в ТОП-10. На двух первых этапах лучшим личным результом для Мари стало 23-е место в спринтерской гонке в Швеции. Эдер показала неплохую скорость на лыжне, попав по данному показателю в первую двадцатку. В австрийском Хохфильцене Мари лишь однажды набрала очки в общий зачёт, финишировав 37-й в спринтерской гонке. Далее последовало успешное выступление во Франции, где Эдер первый раз за два года попала в масс-старт. В этой гонке Мари финишировала 13-й, допустив четыре промаха. Эдер продолжала демонстрировать отличный ход на лыжне, входя в ТОП-3 по скоростным показателям. Немецкая серия этапов приподнесла немало неплохих результатов. В личных гонках Мари ни разу не опустилась ниже 16-го места, не беря в расчёт провальное выступление в спринтерской гонке в Рупольдинге — 75-е место и пять штрафных кругов в пассиве.
Несмотря на достаточно успешные выступления на протяжении всего сезона, Чемпионат мира в итальянском Антхольце стал для Мари неожиданно провальным. Эдер не только не отобралась в гонку преследования по итогам спринта, но и установила новый антирекорд сезона, допустив восемь неточных выстрелов в индивидуальной гонке.
На этапе в чешском Нове-Место Мари удалось показать свой лучший результат со времён «золотого» дубля сезона 2016/2017. В спринтерской гонке Эдер финишировала на 4-м месте, уступив, занявшей 3-е место, Маркете Давидовой чуть меньше десяти секунд.
На домашнем этапе в Контиолахти Эдер не набрала ни одного очка. В обеих личных гонках Мари финишировала за пределами ТОП-40. Вскоре было объявлено об отмене обеих смешанных эстафет, запланированных для проведения на данном этапе, и досрочном завершении сезона в связи со вспышкой коронавирусной инфекции.

### Сезон 2020/2021— падение результатов и личный антирекорд
В начале предолимпийского сезона Мари дала небольшое интервью финскому «Yle». Неудачные выступления прошлого сезона Эдер обусловила необходимостью кардинального изменения системы предсезонной подготовки. По её мнению, смена тренерского штаба существенно не повлияла бы на улучшение результатов.
В межсезонье Мари ставила перед собой задачу увеличить скорость и точность стрельбы. Эдер заявляла, что не знает, в чём причина столь низких показателей на огневом рубеже. Вскоре, была выработана индивидуальная программа по стрелковой подготовке, которая включала в себя основы техники стрельбы. Мари занималась со своим личным тренером в Австрии.
3 декабря Мари заняла 93-е место в спринтерской гонке в рамках второго этапа Кубка мира в финском Контиолахти. Она прокомментировала своё выступление следующими словами:

«Были плохие выступления на разных уровнях, но я обнаружила для себя новый уровень, о существовании которого и не подозревала <…> Всё, что я могу, — идти вперёд и верить в то, над чем мы работали летом и осенью. Я не помню, когда выступала настолько плохо»

Этим выступлением Эдер обновила свой личный антирекорд по положению в финишном протоколе на этапах Кубка мира.
Третий этап в австрийском Хохфильцене стал самым успешным для Эдер в рамках сезона. Так, Мари ни разу не оказалась за пределами ТОП-30: 15-я — в спринте, 21-я — в гонке преследования.
На Чемпионате мира в словенской Поклюке Эдер лишь единожды сумела набрать баллы в общий зачёт, финишировав на 31-м месте в гонке преследования. При этом Мари сумела отыграть 25 позиций относительно своего положения по итогам спринта, во многом благодаря хорошей стрельбе.
Финишный отрезок сезона выдался невпечатляющим. Если брать в расчёт три последние личные гонки, то при наличии суммарно восьми огневых рубежей Мари промахнулась 12 раз. По итогам сезона Эдер заняла 54-е место в общем зачёте. Этот результат стал одним из худших для Мари за последние пять лет.

### Сезон 2021/2022
В начале мая Мари начала работать с австрийским специалистом Райнхардом Гесвайнером, который по совместительству являлся тренером сборной Беларуси (в сезоне 2020/2021 она сотрудничала с другим австрийцем Маркусом Мичелаком). Между тем, стало известно, что многолетний тренер спортсменки Хейкки Пуса продолжит свою работу в качестве ассистента. В конце месяца Ассоциация биатлонистов Финляндии включила Эдер в заявку на подготовку к сезону. В начале лета Мари присоединилась к женской сборной Беларуси на сборе в австрийском Рамзау.
4 сентября 2021 года Эдер приняла участие в масс-старте в рамках Фестиваля Мартена Фуркада, где заняла 8-е место, уступив победительнице Анаис Шевалье-Буше порядка двух минут. В конце сентября на чемпионате Беларуси по биатлону Мари завоевала золото в спринтерской гонке, допустив два промаха на стрельбе из положения стоя. Однако уже на следующий день в гонке преследования она заняла 3-е место, допустив пять неточных выстрелов и пропустив вперёд Анну Солу и Динару Алимбекову.

## Лыжные гонки
Помимо биатлона, Эдер также участвовала в лыжных гонках, отдавая предпочтение забегам на короткие дистанции. Она добилась значительных высот в возрастной категории до 23 лет. Эдер четырежды финишировала на подиуме на Чемпионатах мира среди юниоров до 23 лет. Так, в 2007 году выиграла бронзу в эстафете 4х3,33 км (вместе с Сату Аннила, Кертту Нисканен и Анне Кюллёнен), в 2008 году заняла 3-е место в Маллес-Веносте, в 2009 году — завоевала серебро в Пра де Лис-Соммане, в 2010 году завоевала золотую медаль в Хинтерцартене.
На Кубке мира по лыжным гонкам лучшими результатами являются 5-е место в индивидуальном и командном спринте в Сочи в феврале 2013 года и в Тоблахе в январе 2017 года соответственно.
Мари два раза выступила на Олимпийских играх — 15-е место в спринте в Сочи и 5-е место в командном спринте в Пхёнчхане.

## Личная жизнь
В июле 2018 года вышла замуж за австрийского биатлониста Беньямина Эдера. Проживает в Австрии с 2013 года.

## Статистика

### Стрельба (по позиции)
| Стрельба | 2006-07 | 2006-07 | 2007-08   | 2007-08 | 2008-09   | 2008-09 | 2009-10   | 2009-10 | 2010-11   | 2010-11 | 2011-12   | 2011-12 | 2012-13   | 2012-13 | 2013-14   | 2013-14 |
| -------- | ------- | ------- | --------- | ------- | --------- | ------- | --------- | ------- | --------- | ------- | --------- | ------- | --------- | ------- | --------- | ------- |
| Лёжа     | 21 / 27 | 77,8 %  | 56 / 67   | 83,6 %  | 55 / 87   | 63,2 %  | 86 / 119  | 72,3 %  | 96 / 130  | 73,8 %  | 167 / 207 | 80,7 %  | 155 / 196 | 79,1 %  | 110 / 147 | 74,8 %  |
| Стоя     | 15 / 24 | 62,5 %  | 54 / 67   | 80,6 %  | 53 / 85   | 62,4 %  | 80 / 113  | 70,8 %  | 87 / 132  | 65,9 %  | 135 / 208 | 64,9 %  | 132 / 199 | 66,3 %  | 94 / 146  | 64,4 %  |
| Всего    | 36 / 51 | 70,6 %  | 110 / 134 | 82,1 %  | 108 / 172 | 62,8 %  | 166 / 232 | 71,6 %  | 183 / 262 | 69,8 %  | 302 / 415 | 72,8 %  | 287 / 395 | 72,7 %  | 204 / 293 | 69,6 %  |

| Стрельба | 2014-15   | 2014-15 | 2015-16   | 2015-16 | 2016-17   | 2016-17 | 2017-18   | 2017-18 | 2018-19  | 2018-19 | 2019-20   | 2019-20 | 2020-21   | 2020-21 | За всю карьеру |        |
| -------- | --------- | ------- | --------- | ------- | --------- | ------- | --------- | ------- | -------- | ------- | --------- | ------- | --------- | ------- | -------------- | ------ |
| Лёжа     | 145 / 198 | 73,2 %  | 87 / 117  | 74,4 %  | 156 / 190 | 82,1 %  | 142 / 172 | 82,6 %  | 40 / 52  | 76,9 %  | 161 / 206 | 78,2 %  | 156 / 192 | 81,3 %  | 1633 / 2107    | 77,5 % |
| Стоя     | 138 / 196 | 70,4 %  | 90 / 117  | 76,9 %  | 143 / 198 | 72,2 %  | 125 / 167 | 74,8 %  | 32 / 49  | 65,3 %  | 153 / 213 | 71,8 %  | 137 / 188 | 72,9 %  | 1468 / 2102    | 69,8 % |
| Всего    | 283 / 394 | 71,8 %  | 177 / 234 | 75,6 %  | 299 / 388 | 77,1 %  | 267 / 339 | 78,7 %  | 72 / 101 | 71,3 %  | 314 / 419 | 74,9 %  | 293 / 380 | 77,1 %  | 3101 / 4209    | 73,7 % |

```
Статистика включает в себя личные и эстафетные гонки Кубка мира, Олимпиад и чемпионатов мира, учитывая те гонки, где спортсменка по ходу гонки снималась с дистанции. Приведена на 14.03.2020.
```

Примечания:
1. Сезон 2010/2011 — статистика приведена с учётом индивидуальной гонки в Остерсунде (л=5/5; с=4/5), где спортсменка сошла с дистанции по ходу гонки.
2. Сезон 2015/2016 — статистика приведена с учётом индивидуальной гонки в Остерсунде (л=3/5; с=4/5) и спринта Кэнмора (л=3/5; с=3/5), где спортсменка сошла с дистанции по ходу гонки.
3. Сезон 2017/2018 — статистика приведена с учётом гонки преследования в Хольменколлене (л=7/10; с=4/5), где спортсменка сошла с дистанции по ходу гонки.
4. Сезон 2018/2019 — статистика приведена с учётом гонки преследования в Поклюке (л=7/10; с=1/5), где спортсменка сошла с дистанции по ходу гонки.

### Стрельба (по дисциплинам)
| Сезон                | 2006/2007 | 2006/2007 | 2007/2008 | 2007/2008 | 2008/2009 | 2008/2009 | 2009/2010 | 2009/2010 | 2010/2011 | 2010/2011 | 2011/2012 | 2011/2012 | 2012/2013 | 2012/2013 | 2013/2014 | 2013/2014 |
| -------------------- | --------- | --------- | --------- | --------- | --------- | --------- | --------- | --------- | --------- | --------- | --------- | --------- | --------- | --------- | --------- | --------- |
| Индивидуальные гонки | 0 / 0     | —         | 30 / 40   | 75 %      | 19 / 35   | 54,3 %    | 48 / 60   | 80 %      | 22 / 30   | 73,3 %    | 39 / 55   | 70,9 %    | 39 / 55   | 70,9 %    | 9 / 20    | 45 %      |
| Спринтерские гонки   | 9 / 10    | 90 %      | 32 / 40   | 80 %      | 28 / 50   | 56 %      | 49 / 75   | 65,3 %    | 57 / 80   | 71,3 %    | 68 / 90   | 75,6 %    | 77 / 100  | 77 %      | 77 / 100  | 77 %      |
| Гонки преследования  | 9 / 15    | 60 %      | 18 / 20   | 90 %      | 14 / 20   | 70 %      | 34 / 40   | 85 %      | 58 / 80   | 72,5 %    | 120 / 160 | 75 %      | 98 / 140  | 70 %      | 83 / 120  | 69,2 %    |
| Масс-старты          | 0 / 0     | —         | 0 / 0     | —         | 0 / 0     | —         | 0 / 0     | —         | 0 / 0     | —         | 32 / 40   | 80 %      | 17 / 20   | 85 %      | 0 / 0     | —         |
| Эстафеты             | 18 / 26   | 69,2 %    | 30 / 34   | 88,2 %    | 47 / 67   | 70,1 %    | 35 / 57   | 61,4 %    | 46 / 72   | 63,9 %    | 43 / 70   | 61,4 %    | 56 / 80   | 70 %      | 35 / 53   | 66 %      |
| Всего                | 36 / 51   | 70,6 %    | 110 / 134 | 82,1 %    | 108 / 172 | 81 %      | 166 / 232 | 71,6 %    | 183 / 262 | 69,8 %    | 302 / 415 | 72,8 %    | 287 / 395 | 72,7 %    | 204 / 293 | 69,6 %    |

| Сезон                | 2014/2015 | 2014/2015 | 2015/2016 | 2015/2016 | 2016/2017 | 2016/2017 | 2017/2018 | 2017/2018 | 2018/2019 | 2018/2019 | 2019/2020 | 2019/2020 | 2020/2021 | 2020/2021 | Всего за карьеру | Всего за карьеру |
| -------------------- | --------- | --------- | --------- | --------- | --------- | --------- | --------- | --------- | --------- | --------- | --------- | --------- | --------- | --------- | ---------------- | ---------------- |
| Индивидуальные гонки | 28 / 35   | 80 %      | 7 / 10    | 70 %      | 46 / 60   | 76,7 %    | 34 / 40   | 85 %      | 17 / 20   | 85 %      | 45 / 60   | 75 %      | 33 / 40   | 82,5 %    | 416 / 560        | 74,3 %           |
| Спринтерские гонки   | 68 / 90   | 75,6 %    | 48 / 70   | 68,6 %    | 51 / 70   | 72,9 %    | 69 / 90   | 76,7 %    | 14 / 20   | 70 %      | 59 / 80   | 73,8 %    | 69 / 100  | 69 %      | 775 / 1065       | 72,8 %           |
| Гонки преследования  | 93 / 140  | 66,4 %    | 65 / 80   | 81,3 %    | 97 / 120  | 80,8 %    | 90 / 115  | 78,3 %    | 22 / 35   | 62,9 %    | 45 / 60   | 75 %      | 83 / 100  | 83 %      | 929 / 1245       | 74,6 %           |
| Масс-старты          | 24 / 40   | 60 %      | 18 / 20   | 90 %      | 48 / 60   | 80 %      | 16 / 20   | 80 %      | 0 / 0     | —         | 58 / 80   | 72,5 %    | 0 / 0     | —         | 213 / 280        | 76,1 %           |
| Эстафеты             | 70 / 89   | 78,7 %    | 39 / 54   | 72,2 %    | 57 / 78   | 73,1 %    | 58 / 74   | 78,4 %    | 19 / 26   | 73,1 %    | 107 / 139 | 77 %      | 108 / 140 | 77,1 %    | 768 / 1059       | 72,5 %           |
| Всего                | 283 / 394 | 71,8 %    | 177 / 234 | 75,6 %    | 299 / 388 | 77,1 %    | 267 / 339 | 84,8 %    | 72 / 101  | 71,3 %    | 314 / 419 | 74,9 %    | 293 / 380 | 77,1 %    | 3101 / 4209      | 73,7 %           |

### Стрельба (прочие гонки)
| Сезон                | ЮЧМ 2005 | ЮЧМ 2005 | ЮЧМ 2006 | ЮЧМ 2006 | ЮЧМ 2007 | ЮЧМ 2007 | ЮЧМ 2008 | ЮЧМ 2008 | Всего за гонки | Всего за гонки |
| -------------------- | -------- | -------- | -------- | -------- | -------- | -------- | -------- | -------- | -------------- | -------------- |
| Индивидуальные гонки | 16 / 20  | 80 %     | 12 / 20  | 60 %     | 6 / 10   | 60 %     | 13 / 20  | 65 %     | 47 / 70        | 67,1 %         |
| Спринтерские гонки   | 8 / 10   | 80 %     | 7 / 10   | 70 %     | 8 / 10   | 80 %     | 9 / 10   | 90 %     | 32 / 40        | 80 %           |
| Гонки преследования  | 16 / 20  | 80 %     | 18 / 20  | 90 %     | 18 / 20  | 90 %     | 16 / 20  | 80 %     | 68 / 80        | 85 %           |
| Эстафеты             | 8 / 15   | 53,3 %   | 9 / 13   | 69,2 %   | 10 / 11  | 90,9 %   | 10 / 12  | 83,3 %   | 37 / 51        | 72,5 %         |
| Всего                | 48 / 65  | 73,8 %   | 46 / 63  | 73 %     | 42 / 51  | 82,4 %   | 48 / 62  | 77,4 %   | 184 / 241      | 76,3 %         |

| Сезон                | ЧЕ 2006 | ЧЕ 2006 | ЧЕ 2010 | ЧЕ 2010 | ЧЕ 2011 | ЧЕ 2011 | Всего за гонки | Всего за гонки |
| -------------------- | ------- | ------- | ------- | ------- | ------- | ------- | -------------- | -------------- |
| Индивидуальные гонки | 16 / 20 | 80 %    | 0 / 0   | —       | 0 / 0   | —       | 16 / 20        | 80 %           |
| Спринтерские гонки   | 8 / 10  | 80 %    | 0 / 0   | —       | 6 / 10  | 60 %    | 14 / 20        | 70 %           |
| Гонки преследования  | 19 / 20 | 95 %    | 0 / 0   | —       | 14 / 20 | 70 %    | 33 / 40        | 82,5 %         |
| Эстафеты             | 10 / 11 | 90,9 %  | 7 / 14  | 50 %    | 0 / 0   | —       | 17 / 25        | 68 %           |
| Всего                | 53 / 61 | 86,9 %  | 7 / 14  | 50 %    | 20 / 30 | 66,7 %  | 80 / 105       | 76,2 %         |

| Сезон  | КИБУ 2018/2019 | КИБУ 2018/2019 |
| ------ | -------------- | -------------- |
| Спринт | 7 / 10         | 70 %           |

| Сезон               | ЛКИБУ 2010 | ЛКИБУ 2010 | ЛКИБУ 2011 | ЛКИБУ 2011 | Всего за гонки | Всего за гонки |
| ------------------- | ---------- | ---------- | ---------- | ---------- | -------------- | -------------- |
| Спринтерские гонки  | 8 / 10     | 80 %       | 5 / 10     | 50 %       | 13 / 20        | 65 %           |
| Гонки преследования | 15 / 20    | 75 %       | 11 / 20    | 55 %       | 26 / 40        | 65 %           |
| Всего               | 23 / 30    | 76,7 %     | 16 / 30    | 53,3 %     | 39 / 60        | 65 %           |

| Сезон                    | ЛЧМ 2007 | ЛЧМ 2007 | ЛЧМ 2009 | ЛЧМ 2009 | ЛЧМ 2010 | ЛЧМ 2010 | ЛЧМ 2016 | ЛЧМ 2016 | Всего за гонки | Всего за гонки |
| ------------------------ | -------- | -------- | -------- | -------- | -------- | -------- | -------- | -------- | -------------- | -------------- |
| Смешанная эстафета (бег) | 8 / 16   | 50 %     | 9 / 15   | 60 %     | 0 / 0    | —        | 0 / 0    | —        | 17 / 31        | 54,8 %         |
| Смешанная эстафета (л/р) | 0 / 0    | —        | 0 / 0    | —        | 0 / 0    | —        | 10 / 13  | 76,9 %   | 10 / 13        | 76,9 %         |
| Спринт                   | 6 / 10   | 60 %     | 7 / 10   | 70 %     | 7 / 10   | 70 %     | 7 / 10   | 70 %     | 27 / 40        | 67,5 %         |
| Гонки преследования      | 16 / 20  | 80 %     | 12 / 20  | 60 %     | 14 / 20  | 70 %     | 14 / 20  | 70 %     | 56 / 80        | 70 %           |
| Всего                    | 30 / 46  | 65,2 %   | 28 / 45  | 62,2 %   | 21 / 30  | 70 %     | 31 / 43  | 72,1 %   | 110 / 164      | 67,1 %         |

## Результаты (Биатлон)

### Чемпионат мира среди юниоров
| Год  | Место проведения | Возр | Инд | Спр | Пр | МС | Эст |
| 2005 | Контиолахти      | U19  | 22  | 22  | 20 | —  | 4   |
| 2006 | Преск-Айл        | U19  | 13  | 13  | 4  | —  | 6   |
| 2007 | Валь-Мартелло    | U21  | DNF | 13  | 11 | —  | 5   |
| 2008 | Рупольдинг       | U21  | 30  | 12  | 5  | —  | 7   |

### Чемпионат Европы
| Год  | Место проведения | Возр | Инд | Спр | Пр | МС | Эст |
| 2006 | Арбер            | U21  | 5   | 8   | 1  | —  | 7   |
| 2010 | Отепя            | U26  | —   | —   | —  | —  | 11  |
| 2011 | Валь-Риданна     | U26  | —   | 31  | 27 | —  | —   |

### Кубок мира
| Сезон     | Место | Количество набранных очков | Победитель (очки)         |
| --------- | ----- | -------------------------- | ------------------------- |
| 2006/2007 | —     | —                          | Андреа Хенкель (870)      |
| 2007/2008 | 73    | 5                          | Магдалена Нойнер (815)    |
| 2008/2009 | —     | —                          | Хелена Экхольм (952)      |
| 2009/2010 | 83    | 18                         | Магдалена Нойнер (933)    |
| 2010/2011 | 57    | 61                         | Кайса Мякяряйнен (1010)   |
| 2011/2012 | 36    | 195                        | Магдалена Нойнер (1216)   |
| 2012/2013 | 57    | 70                         | Тура Бергер (1234)        |
| 2013/2014 | 42    | 157                        | Кайса Мякяряйнен (861)    |
| 2014/2015 | 36    | 213                        | Дарья Домрачева (1094)    |
| 2015/2016 | 62    | 77                         | Габриэла Коукалова (1074) |
| 2016/2017 | 26    | 360                        | Лаура Дальмайер (1211)    |
| 2017/2018 | 37    | 175                        | Кайса Мякяряйнен (822)    |
| 2018/2019 | —     | —                          | Доротея Вирер (905)       |
| 2019/2020 | 30    | 237                        | Доротея Вирер (793)       |
| 2020/2021 | 54    | 103                        | Тириль Экхофф (1152)      |

Кубок IBU
| Сезон   | Место проведения | Вид гонки | Место |
| ------- | ---------------- | --------- | ----- |
| 2018/19 | Отепя            | Спринт    | 38-е  |

### Участие в Олимпийских играх
| Год  | Место проведения | Спринт | Гонка преследования | Индивидуальная гонка | Масс-старт | Эстафета | Смешанная эстафета |
| ---- | ---------------- | ------ | ------------------- | -------------------- | ---------- | -------- | ------------------ |
| 2010 | Ванкувер         | 67     | —                   | 42                   | —          | —        | —                  |
| 2014 | Сочи             | 36     | DNS                 | DNS                  | —          | —        | —                  |
| 2018 | Пхёнчхан         | 64     | —                   | 42                   | —          | 15       | —                  |
| 2022 | Пекин            | 28     | 30                  | 32                   | —          | 16       | 11                 |

### Чемпионаты мира
| Год  | Место проведения     | Спринт               | Гонка преследования  | Индивидуальная гонка | Масс-старт           | Эстафета             | Смешанная эстафета | Сингл-микст |
| ---- | -------------------- | -------------------- | -------------------- | -------------------- | -------------------- | -------------------- | ------------------ | ----------- |
| 2007 | Антхольц-Антерсельва | 43                   | LPD                  | —                    | —                    | 12                   | 16                 | н/д         |
| 2008 | Эстерсунд            | 34                   | 33                   | 47                   | —                    | 15                   | 10                 | н/д         |
| 2009 | Пхёнчхан             | 55                   | 47                   | —                    | —                    | 15                   | 6                  | н/д         |
| 2010 | Ханты-Мансийск       | гонки не проводились | гонки не проводились | гонки не проводились | гонки не проводились | гонки не проводились | 18                 | н/д         |
| 2011 | Ханты-Мансийск       | 29                   | LPD                  | 41                   | —                    | 10                   | 9                  | н/д         |
| 2012 | Рупольдинг           | 15                   | 25                   | 60                   | 27                   | 18                   | 16                 | н/д         |
| 2013 | Нове-Место           | 60                   | 46                   | 63                   | —                    | 21                   | 19                 | н/д         |
| 2015 | Контиолахти          | 16                   | 30                   | 65                   | —                    | 17                   | 9                  | н/д         |
| 2016 | Осло                 | 52                   | 45                   | —                    | —                    | —                    | 18                 | н/д         |
| 2017 | Хохфильцен           | 57                   | DNS                  | 4                    | —                    | 15                   | 10                 | н/д         |
| 2019 | Эстерсунд            | —                    | —                    | —                    | —                    | —                    | —                  | —           |
| 2020 | Антхольц-Антерсельва | 68                   | —                    | 67                   | —                    | 11                   | 9                  | 23          |
| 2021 | Поклюка              | 56                   | 31                   | 44                   | —                    | 14                   | 13                 | 25          |

### Летние чемпионаты мира
| Год  | Место проведения | Смеш.эст. (бег) | Смеш.эст. (л/р) | Спринт 7,5 км (л/р) | Гонка пресл. (л/р) | Квал.супер.спр. (л/р) | Супер спринт (л/р) | Масс-старт. (л/р) |
| ---- | ---------------- | --------------- | --------------- | ------------------- | ------------------ | --------------------- | ------------------ | ----------------- |
| 2007 | Отепя            | 8               | —               | 4                   | 4                  | —                     | —                  | —                 |
| 2009 | Оберхоф          | 11              | —               | 9                   | 24                 | —                     | —                  | —                 |
| 2010 | Душники-Здруй    | —               | —               | 8                   | 11                 | —                     | —                  | —                 |
| 2016 | Отепя            | —               |                 | 6                   | 7                  | —                     | —                  | —                 |
| 2022 | Рупольдинг       | —               | —               | 32                  | —                  | 5                     | 20                 | 21                |

Примечание: В чемпионатах Финляндии могут быть указаны не все гонки, в которых участвовала Мари.
| Дата       | Вид гонки   | Позиция |
| ---------- | ----------- | ------- |
| 08.04.2006 | Инд.гонка   |         |
| 09.04.2006 | Эстафета    |         |
| 25.02.2007 | Масс-старт  | 6       |
| 29.03.2008 | Инд.гонка   | 6       |
| 30.03.2008 | Эстафета    |         |
| 04.04.2009 | Инд.гонка   | 6       |
| 05.04.2009 | Спринт      |         |
| 10.04.2010 | Спринт      |         |
| 11.04.2010 | Суперспринт |         |
| 02.04.2011 | Спринт      |         |
| 03.04.2011 | Масс-старт  |         |
| 31.03.2012 | Спринт      |         |
| 01.04.2012 | Масс-старт  |         |
| 30.03.2014 | Масс-старт  |         |
| 28.03.2015 | Спринт      |         |
| 25.03.2017 | Спринт      |         |
| 31.03.2018 | Эстафета    |         |
| 26.03.2022 | Спринт      |         |
| 27.03.2022 | Масс-старт  |         |

| Дата       | Вид гонки | Позиция |
| ---------- | --------- | ------- |
| 27.08.2005 | Спринт    | 5       |
| 18.09.2007 | Спринт    |         |
| 19.08.2007 | Инд.гонка |         |
| 29.08.2009 | Спринт    |         |
| 30.08.2009 | Инд.гонка |         |
| 01.09.2012 | Инд.гонка |         |
| 02.09.2012 | Спринт    |         |
| 17.09.2016 | Спринт    |         |
| 18.09.2016 | Инд.гонка |         |
| 16.09.2017 | Спринт    |         |
| 14.09.2019 | Спринт    |         |
| 15.09.2019 | Инд.гонка | 5       |

| Дата       | Вид гонки           | Место       | Позиция |
| ---------- | ------------------- | ----------- | ------- |
| 21.08.2010 | Спринт              | Эстерсунд   | 5       |
| 22.08.2010 | Гонка преследования | Эстерсунд   | 6       |
| 20.08.2011 | Спринт              | Контиолахти |         |
| 21.08.2011 | Гонка преследования | Контиолахти |         |

## Результаты (Лыжные гонки)
| Дата       | Место    | Вид гонки                          | Позиция | Победитель             |
| ---------- | -------- | ---------------------------------- | ------- | ---------------------- |
| 11.02.2014 | Сочи     | Свободный стиль (спринт)           | 15      | Майкен Касперсен Фалла |
| 21.02.2018 | Пхёнчхан | Свободный стиль (командный спринт) | 5       | США                    |

| Дата       | Место | Вид гонки                | Позиция | Победитель             |
| ---------- | ----- | ------------------------ | ------- | ---------------------- |
| 23.02.2017 | Лахти | Свободный стиль (спринт) | 8       | Майкен Касперсен Фалла |

| Дата       | Место              | Вид гонки                               | Позиция | Победитель/Вице-чемпион |
| ---------- | ------------------ | --------------------------------------- | ------- | ----------------------- |
| 14.03.2007 | Тарвизио           | Свободный стиль (5 км)                  | 11      | Шарлотт Калла           |
| 18.03.2007 | Тарвизио           | Смешанный стиль (эстафета, 4 х 3.33 км) |         | Норвегия                |
| 24.02.2008 | Маллес-Веноста     | Свободный стиль (спринт, 1 км)          |         | Весна Фабьян            |
| 28.02.2008 | Маллес-Веноста     | Свободный стиль (масс-старт, 15 км)     | 33      | Ольга Тягай             |
| 29.01.2009 | Пра де Лис Сомманд | Свободный стиль (10 км)                 | 14      | Сильвия Яськовец        |
| 01.02.2009 | Пра де Лис Сомманд | Свободный стиль (спринт, 1.2 км)        |         | Карианна Бьеллонес      |
| 26.01.2010 | Хинтерцартен       | Свободный стиль (спринт, 1 км)          |         | Дениз Херрман           |
| 30.01.2010 | Хинтерцартен       | Смешанный стиль (преследование, 15 км)  | 20      | Астрид Эйре Слинд       |

| Дата       | Место       | Вид гонки                          | Позиция | Победитель           |
| ---------- | ----------- | ---------------------------------- | ------- | -------------------- |
| 01.03.2008 | Лахти       | Свободный стиль (спринт, 1.2 км)   | 23      | Чандра Крофорд       |
| 07.03.2009 | Лахти       | Свободный стиль (спринт, 1.2 км)   | 24      | Петра Майдич         |
| 15.01.2011 | Либерец     | Свободный стиль (спринт)           | 23      | Киккан Рэндалл       |
| 01.02.2013 | Сочи        | Свободный стиль (спринт)           | 5       | Киккан Рэндалл       |
| 11.01.2014 | Нове-Место  | Свободный стиль (спринт)           | 23      | Киккан Рэндалл       |
| 02.02.2014 | Тоблах      | Свободный стиль (спринт)           | 21      | Марит Бьёрген        |
| 01.03.2014 | Лахти       | Свободный стиль (спринт)           | 13      | Киккан Рэндалл       |
| 02.03.2014 | Лахти       | Свободный стиль (10 км)            | 46      | Марит Бьёрген        |
| 14.01.2017 | Тоблах      | Свободный стиль (спринт)           | 17      | Наталья Матвеева     |
| 15.01.2017 | Тоблах      | Свободный стиль (командный спринт) | 5       | Россия I             |
| 28.01.2017 | Фалун       | Свободный стиль (спринт)           | 23      | Стина Нильссон       |
| 30.12.2017 | Ленцерхайде | Свободный стиль (спринт)           | 11      | Лаурин ван дер Грааф |
| 27.01.2018 | Зеефельд    | Свободный стиль (спринт)           | 21      | Лаурин ван дер Грааф |
| 29.12.2018 | Тоблах      | Свободный стиль (спринт)           | 31      | Стина Нильссон       |

| Дата       | Место            | Вид гонки               | Позиция | Победитель         |
| ---------- | ---------------- | ----------------------- | ------- | ------------------ |
| 16.12.2005 | Соткамо/Вуокатти | Свободный стиль (10 км) | 43      | Алёна Сидько       |
| 17.12.2006 | Соткамо/Вуокатти | Свободный стиль (10 км) | 27      | Кине Беате Бьёрнос |

| Дата       | Место       | Вид гонки                            | Позиция | Победитель          |
| ---------- | ----------- | ------------------------------------ | ------- | ------------------- |
| 09.01.2009 | Йямиярви    | Свободный стиль (спринт, 1.2 км)     |         | Пирьё Муранен       |
| 11.01.2009 | Йямиярви    | Классический стиль (пасьют, 15 км)   | 5       | Риита-Лииса Ропонен |
| 29.03.2009 | Контиолахти | Свободный стиль (30 км)              | 9       | Риита-Лииса Ропонен |
| 25.03.2011 | Куопио      | Свободный стиль (спринт, 1.4 км)     |         | Пирьё Муранен       |
| 27.03.2011 | Куопио      | Свободный стиль (30 км)              |         | Кертту Нисканен     |
| 23.03.2012 | Иматра      | Классический стиль (спринт, 1.36 км) | 5       | Анне Кюллёнен       |
| 25.03.2012 | Иматра      | Свободный стиль (30 км)              | 11      | Анне Кюллёнен       |
| 07.04.2013 | Контиолахти | Свободный стиль (30 км)              | 14      | Кертту Нисканен     |
| 31.03.2017 | Контиолахти | Свободный стиль (5 км)               | 4       | Кайса Мякяряйнен    |
| 03.02.2019 | Иматра      | Свободный стиль (спринт, 1.4 км)     | 8       | Катри Люлюнперя     |
| 01.04.2022 | Рованиеми   | Свободный стиль (спринт, 5 км)       |         | Кертту Нисканен     |

| Дата       | Место     | Вид гонки                           | Позиция | Победитель          |
| ---------- | --------- | ----------------------------------- | ------- | ------------------- |
| 05.11.2006 | Муонио    | Свободный стиль (5 км)              | 25      | Риита-Лииса Ропонен |
| 18.11.2007 | Муонио    | Свободный стиль (10 км)             | 18      | Наталья Коростелёва |
| 16.11.2008 | Муонио    | Свободный стиль (10 км)             | 20      | Клаудия Нюстад      |
| 10.04.2009 | Торнио    | Свободный стиль (5 км)              |         | Кертту Нисканен     |
| 11.04.2009 | Пелло     | Свободный стиль (5 км)              |         | Кертту Нисканен     |
| 12.04.2009 | Юлляс     | Классический стиль (5 км)           |         | Айно-Кайса Сааринен |
| 13.04.2009 | Юлиторнио | Классический стиль (5 км)           |         | Кертту Нисканен     |
| 12.11.2010 | Муонио    | Свободный стиль (спринт, 1 км)      | 9       | Киккан Рэндалл      |
| 06.04.2011 | Тана      | Классический стиль (5 км)           | 6       | Петра Майдич        |
| 07.04.2011 | Инари     | Свободный стиль (масс-старт, 10 км) |         | Петра Майдич        |
| 09.04.2011 | Рованиеми | Классический стиль (спринт, 1.3 км) | 7       | Петра Майдич        |
| 10.04.2011 | Рованиеми | Свободный стиль (пасьют, 8.8 км)    | 8       | Кертту Нисканен     |
| 06.04.2012 | Торнио    | Свободный стиль (5 км)              |         | Кертту Нисканен     |
| 07.04.2012 | Пелло     | Свободный стиль (5 км)              |         | Кертту Нисканен     |
| 17.11.2013 | Пелло     | Свободный стиль (10 км)             | 14      | Ирина Хазова        |
| 16.11.2014 | Олос      | Свободный стиль (10 км)             |         | Кайса Мякяряйнен    |

## Статистика выступлений на этапах Кубка мира (Биатлон)
| 2021/2022 Итоги | 2021/2022 Итоги | Эстерсунд | Эстерсунд | Эстерсунд | Эстерсунд | Эстерсунд | Хохфильцен | Хохфильцен | Хохфильцен | Анси | Анси | Анси | Оберхоф | Оберхоф | Оберхоф | Оберхоф | Рупольдинг | Рупольдинг | Рупольдинг | Антхольц | Антхольц | Антхольц | ОИ Пекин (*) | ОИ Пекин (*) | ОИ Пекин (*) | ОИ Пекин (*) | ОИ Пекин (*) | ОИ Пекин (*) | Контиолахти | Контиолахти | Контиолахти | Отепя | Отепя | Отепя | Отепя | Осло | Осло | Осло |
| Очков           | Место           | Инд       | Спр       | Спр       | Пр        | Эст       | Спр        | Эст        | Пр         | Спр  | Пр   | МС   | Спр     | См      | Осм     | Пр      | Спр        | Эст        | Пр         | Инд      | Эст      | МС       | См           | Инд          | Спр          | Пр           | Эст          | МС           | Эст         | Спр         | Пр          | Спр   | МС    | См    | Осм   | Спр  | Пр   | МС   |
| 260             | 27              | —         | 32        | 50        | 35        | 15        | 57         | 11         | 55         | 9    | 39   | 25   | 8       | 8       | —       | 24      | 43         | 11         | DNS        | 13       | 9        | 24       | 11           | 32           | 28           | 30           | 16           | —            | 11          | 9           | 42          | 58    | 19    | 8     | —     | 22   | 36   | 22   |

| 2020/2021 Итоги | 2020/2021 Итоги | Контиолахти | Контиолахти | Контиолахти | Контиолахти | Контиолахти | Хохфильцен | Хохфильцен | Хохфильцен | Хохфильцен | Хохфильцен | Хохфильцен | Оберхоф | Оберхоф | Оберхоф | Оберхоф | Оберхоф | Оберхоф | Оберхоф | Антхольц | Антхольц | Антхольц | ЧМ Поклюка | ЧМ Поклюка | ЧМ Поклюка | ЧМ Поклюка | ЧМ Поклюка | ЧМ Поклюка | ЧМ Поклюка | Нове-Место | Нове-Место | Нове-Место | Нове-Место | Нове-Место | Нове-Место | Нове-Место | Эстерсунд | Эстерсунд | Эстерсунд |
| Очков           | Место           | Инд         | Спр         | Спр         | Эст         | Пр          | Спр        | Эст        | Пр         | Спр        | Пр         | МС         | Спр     | Пр      | См      | Осм     | Спр     | Эст     | МС      | Инд      | МС       | Эст      | См         | Спр        | Пр         | Инд        | Осм        | Эст        | МС         | Эст        | Спр        | Пр         | Спр        | Пр         | Осм        | См         | Спр       | Пр        | МС        |
| 103             | 54              | 32          | 54          | 93          | 14          | —           | 15         | 14         | 21         | 78         | —          | —          | 55      | 34      | 8       | —       | 37      | 13      |         | DNS      | —        | 17       | 13         | 56         | 31         | 44         | 25         | 14         | —          | 19         | 18         | 37         | 45         | 50         | —          | 25         | 63        | —         | —         |

| 2019/2020 Итоги | 2019/2020 Итоги | Эстерсунд | Эстерсунд | Эстерсунд | Эстерсунд | Эстерсунд | Хохфильцен | Хохфильцен | Хохфильцен | Анси | Анси | Анси | Оберхоф | Оберхоф | Оберхоф | Рупольдинг | Рупольдинг | Рупольдинг | Поклюка | Поклюка | Поклюка | Поклюка | ЧМ Антхольц | ЧМ Антхольц | ЧМ Антхольц | ЧМ Антхольц | ЧМ Антхольц | ЧМ Антхольц | ЧМ Антхольц | Нове-Место | Нове-Место | Нове-Место | Контиолахти | Контиолахти | Контиолахти | Контиолахти | Хольменколлен | Хольменколлен | Хольменколлен |
| Очков           | Место           | Осм       | См        | Спр       | Инд       | Эст       | Спр        | Эст        | Пр         | Спр  | Пр   | МС   | Спр     | Эст     | МС      | Спр        | Эст        | Пр         | Инд     | Осм     | См      | МС      | См          | Спр         | Пр          | Инд         | Осм         | Эст         | МС          | Спр        | Эст        | МС         | Спр         | Пр          | Осм         | См          | Спр           | Пр            | МС            |
| 237             | 30              | —         | 10        | 23        | 54        | 17        | 37         | 19         | 46         | 25   | 24   | 13   | 12      | 15      | 16      | 75         | 19         | —          | 16      | —       | 13      | 23      | 9           | 68          | —           | 67          | 23          | 11          | —           | 4          | 16         | 23         | 47          | 44          | отм         | отм         | отм           | отм           | отм           |

| 2018/19 Итоги | 2018/19 Итоги | Поклюка | Поклюка | Поклюка | Поклюка | Поклюка | Хохфильцен | Хохфильцен | Хохфильцен | Нове-Место | Нове-Место | Нове-Место | Оберхоф | Оберхоф | Оберхоф | Рупольдинг | Рупольдинг | Рупольдинг | Антхольц | Антхольц | Антхольц | Канмор | Канмор | Канмор | Солт-Лейк-Сити | Солт-Лейк-Сити | Солт-Лейк-Сити | Солт-Лейк-Сити | ЧМ Эстерсунд | ЧМ Эстерсунд | ЧМ Эстерсунд | ЧМ Эстерсунд | ЧМ Эстерсунд | ЧМ Эстерсунд | ЧМ Эстерсунд | Хольменколлен | Хольменколлен | Хольменколлен |
| Очков         | Место         | Осм     | См      | Инд     | Спр     | Пр      | Спр        | Пр         | Эст        | Спр        | Пр         | МС         | Спр     | Пр      | Эст     | Спр        | Эст        | МС         | Спр      | Пр       | МС       | Инд    | Эст    | Спр    | Спр            | Пр             | Осм            | См             | См           | Спр          | Пр           | Инд          | Осм          | Эст          | МС           | Спр           | Пр            | МС            |
| 0             | —             | —       | 5       | 45      | 53      | DNF     | 59         | 53         | 17         | —          | —          | —          | —       | —       | —       | —          | —          | —          | —        | —        | —        | —      | —      | отм    | —              | —              | —              | —              | —            | —            | —            | —            | —            | —            | —            | —             | —             | —             |

| 2017/18 Итоги | 2017/18 Итоги | Эстерсунд | Эстерсунд | Эстерсунд | Эстерсунд | Эстерсунд | Хохфильцен | Хохфильцен | Хохфильцен | Анси | Анси | Анси | Оберхоф | Оберхоф | Оберхоф | Рупольдинг | Рупольдинг | Рупольдинг | Антхольц | Антхольц | Антхольц | ОИ Пхёнчхан (*) | ОИ Пхёнчхан (*) | ОИ Пхёнчхан (*) | ОИ Пхёнчхан (*) | ОИ Пхёнчхан (*) | ОИ Пхёнчхан (*) | Контиолахти | Контиолахти | Контиолахти | Контиолахти | Хольменколлен | Хольменколлен | Хольменколлен | Тюмень | Тюмень | Тюмень |
| Очков         | Место         | Осм       | См        | Инд       | Спр       | Пр        | Спр        | Пр         | Эст        | Спр  | Пр   | МС   | Спр     | Пр      | Эст     | Инд        | Эст        | МС         | Спр      | Пр       | МС       | Спр             | Пр              | Инд             | МС              | См              | Эст             | Спр         | Осм         | См          | МС          | Спр           | Эст           | Пр            | Спр    | Пр     | МС     |
| 175           | 37            | —         | 8         | 18        | 26        | 30        | 40         | 38         | 16         | 12   | 17   | 24   | 26      | 32      | 7       | —          | —          | —          | 77       | —        | —        | 64              | —               | 42              | —               | —               | 15              | 40          | —           | 13          | —           | 20            | 12            | DNF           | 44     | 32     | —      |

| 2016/17 Итоги | 2016/17 Итоги | Эстерсунд | Эстерсунд | Эстерсунд | Эстерсунд | Эстерсунд | Поклюка | Поклюка | Поклюка | Нове-Место | Нове-Место | Нове-Место | Оберхоф | Оберхоф | Оберхоф | Рупольдинг | Рупольдинг | Рупольдинг | Антхольц | Антхольц | Антхольц | ЧМ Хохфильцен | ЧМ Хохфильцен | ЧМ Хохфильцен | ЧМ Хохфильцен | ЧМ Хохфильцен | ЧМ Хохфильцен | Пхёнчхан | Пхёнчхан | Пхёнчхан | Контиолахти | Контиолахти | Контиолахти | Контиолахти | Хольменколлен | Хольменколлен | Хольменколлен |
| Очков         | Место         | См        | Осм       | Инд       | Спр       | Пр        | Спр     | Пр      | Эст     | Спр        | Пр         | МС         | Спр     | Пр      | МС      | Эст        | Спр        | Пр         | Инд      | МС       | Эст      | См            | Спр           | Пр            | Инд           | Эст           | МС            | Спр      | Пр       | Эст      | Спр         | Пр          | Осм         | См          | Спр           | Пр            | МС            |
| 363           | 26            | 13        | —         | 63        | 46        | 31        | 55      | 34      | 13      | 25         | 15         | 23         | —       | 39      | 34      | —          | —          | —          | 11       | 26       | 7        | 10            | 57            | DNS           | 4             | 15            | —             | —        | —        | —        | 19          | 25          | —           | 15          | 1             | 1             | 6             |

| 2015/16 Итоги | 2015/16 Итоги | Эстерсунд | Эстерсунд | Эстерсунд | Эстерсунд | Эстерсунд | Хохфильцен | Хохфильцен | Хохфильцен | Поклюка | Поклюка | Поклюка | Рупольдинг | Рупольдинг | Рупольдинг | Рупольдинг | Рупольдинг | Рупольдинг | Антхольц | Антхольц | Антхольц | Канмор | Канмор | Канмор | Канмор | Преск-Айл | Преск-Айл | Преск-Айл | ЧМ Хольменколлен | ЧМ Хольменколлен | ЧМ Хольменколлен | ЧМ Хольменколлен | ЧМ Хольменколлен | ЧМ Хольменколлен | Ханты-Мансийск | Ханты-Мансийск | Ханты-Мансийск |
| Очков         | Место         | Осм       | См        | Инд       | Спр       | Пр        | Спр        | Пр         | Эст        | Спр     | Пр      | МС      | Спр        | Пр         | МС         | Инд        | МС         | Эст        | Спр      | Пр       | Эст      | Спр    | МС     | Осм    | См     | Спр       | Пр        | Эст       | См               | Спр              | Пр               | Инд              | Эст              | МС               | Спр            | Пр             | МС             |
| 77            | 62            | —         | 21        | DNF       | 69        | —         | 60         | 47         | 18         | 32      | 36      | —       | 16         | 24         | 20         | DNS        | —          | —          | DNS      | —        | —        | DNF    | —      | —      | 14     | 82        | —         | —         | 18               | 52               | 45               | —                | —                | —                | —              | —              | —              |

| 2014/15 Итоги | 2014/15 Итоги | Эстерсунд | Эстерсунд | Эстерсунд | Эстерсунд | Хохфильцен | Хохфильцен | Хохфильцен | Поклюка | Поклюка | Поклюка | Оберхоф | Оберхоф | Оберхоф | Рупольдинг | Рупольдинг | Рупольдинг | Антхольц | Антхольц | Антхольц | Нове-Место | Нове-Место | Нове-Место | Нове-Место | Хольменколлен | Хольменколлен | Хольменколлен | ЧМ Контиолахти | ЧМ Контиолахти | ЧМ Контиолахти | ЧМ Контиолахти | ЧМ Контиолахти | ЧМ Контиолахти | Ханты-Мансийск | Ханты-Мансийск | Ханты-Мансийск |
| Очков         | Место         | См        | Инд       | Спр       | Пр        | Спр        | Эст        | Пр         | Спр     | Пр      | МС      | Эст     | Спр     | МС      | Эст        | Спр        | МС         | Спр      | Пр       | Эст      | Осм        | См         | Спр        | Пр         | Инд           | Спр           | Эст           | См             | Спр            | Пр             | Инд            | Эст            | МС             | Спр            | Пр             | МС             |
| 223           | 34            | —         | DNF       | 51        | 42        | 21         | DNF        | 39         | 11      | 43      | —       | 10      | 5       | 27      | 16         | 5          | 26         | 46       | 35       | —        | 12         | —          | 19         | 36         | DNS           | —             | —             | 9              | 16             | 29             | 65             | 16             | —              | 38             | 41             | —              |

| 2013/14 Итоги | 2013/14 Итоги | Эстерсунд | Эстерсунд | Эстерсунд | Эстерсунд | Хохфильцен | Хохфильцен | Хохфильцен | Анси | Анси | Анси | Оберхоф | Оберхоф | Оберхоф | Рупольдинг | Рупольдинг | Рупольдинг | Антхольц | Антхольц | Антхольц | ОИ Сочи (*) | ОИ Сочи (*) | ОИ Сочи (*) | ОИ Сочи (*) | ОИ Сочи (*) | ОИ Сочи (*) | Поклюка | Поклюка | Поклюка | Контиолахти | Контиолахти | Контиолахти | Хольменколлен | Хольменколлен | Хольменколлен |
| Очков         | Место         | См        | Инд       | Спр       | Пр        | Спр        | Эст        | Пр         | Эст  | Спр  | Пр   | Спр     | Пр      | МС      | Эст        | Инд        | Пр         | Спр      | Пр       | Эст      | Спр         | Пр          | Инд         | МС          | См          | Эст         | Спр     | Пр      | МС      | Спр         | Спр         | Пр          | Спр           | Пр            | МС            |
| 161           | 42            | 16        | 91        | 43        | отм       | 61         | 13         | —          | 11   | 37   | 44   | 35      | 27      | —       | 12         | —          | —          | 17       | 36       | отм      | 36          | DNS         | DNS         | —           | —           | —           | 9       | DNF     | —       | 3           | 27          | 39          | 29            | 43            | —             |

| 2012/13 Итоги | 2012/13 Итоги | Эстерсунд | Эстерсунд | Эстерсунд | Эстерсунд | Хохфильцен | Хохфильцен | Хохфильцен | Поклюка | Поклюка | Поклюка | Оберхоф | Оберхоф | Оберхоф | Рупольдинг | Рупольдинг | Рупольдинг | Антхольц | Антхольц | Антхольц | ЧМ Нове-Место | ЧМ Нове-Место | ЧМ Нове-Место | ЧМ Нове-Место | ЧМ Нове-Место | ЧМ Нове-Место | Хольменколлен | Хольменколлен | Хольменколлен | Сочи | Сочи | Сочи | Ханты-Мансийск | Ханты-Мансийск | Ханты-Мансийск |
| Очков         | Место         | См        | Инд       | Спр       | Пр        | Спр        | Пр         | Эст        | Спр     | Пр      | МС      | Эст     | Спр     | Пр      | Эст        | Спр        | МС         | Спр      | Пр       | Эст      | См            | Спр           | Пр            | Инд           | Эст           | МС            | Спр           | Пр            | МС            | Инд  | Спр  | Эст  | Спр            | Пр             | МС             |
| 70            | 57            | 13        | 77        | 50        | 48        | 28         | 55         | 18         | 44      | 46      | —       | —       | 76      | —       | 18         | 10         | 25         | 31       | 46       | —        | 18            | 60            | 46            | 63            | 21            | —             | 56            | 44            | —             | DNF  | 41   | 13   | 50             | 51             | —              |

| 2011/12 Итоги | 2011/12 Итоги | Эстерсунд | Эстерсунд | Эстерсунд | Хохфильцен | Хохфильцен | Хохфильцен | Хохфильцен | Хохфильцен | Хохфильцен | Оберхоф | Оберхоф | Оберхоф | Нове-Место | Нове-Место | Нове-Место | Антхольц | Антхольц | Антхольц | Хольменколлен | Хольменколлен | Хольменколлен | Контиолахти | Контиолахти | Контиолахти | ЧМ Рупольдинг | ЧМ Рупольдинг | ЧМ Рупольдинг | ЧМ Рупольдинг | ЧМ Рупольдинг | ЧМ Рупольдинг | Ханты-Мансийск | Ханты-Мансийск | Ханты-Мансийск |
| Очков         | Место         | Инд       | Спр       | Пр        | Спр        | Пр         | Эст        | Спр        | Пр         | См         | Эст     | Спр     | МС      | Инд        | Спр        | Пр         | Спр      | Эст      | МС       | Спр           | Пр            | МС            | См          | Спр         | Пр          | См            | Спр           | Пр            | Инд           | Эст           | МС            | Спр            | Пр             | МС             |
| 199           | 35            | DNF       | 44        | 33        | 59         | 52         | 15         | 32         | 32         | 17         | —       | —       | —       | 53         | 33         | 51         | 31       | —        | —        | 20            | 14            | 24            | 7           | 19          | 48          | 16            | 15            | 25            | 60            | 18            | 27            | 29             | 41             | —              |

| 2010/11 Итоги | 2010/11 Итоги | Эстерсунд | Эстерсунд | Эстерсунд | Хохфильцен | Хохфильцен | Хохфильцен | Поклюка | Поклюка | Поклюка | Оберхоф | Оберхоф | Оберхоф | Рупольдинг | Рупольдинг | Рупольдинг | Антхольц | Антхольц | Антхольц | Преск-Айл | Преск-Айл | Преск-Айл | Форт-Кент | Форт-Кент | Форт-Кент | ЧМ Ханты-Мансийск | ЧМ Ханты-Мансийск | ЧМ Ханты-Мансийск | ЧМ Ханты-Мансийск | ЧМ Ханты-Мансийск | ЧМ Ханты-Мансийск | Хольменколлен | Хольменколлен | Хольменколлен |
| Очков         | Место         | Инд       | Спр       | Пр        | Спр        | Эст        | Пр         | Инд     | Спр     | См      | Эст     | Спр     | МС      | Инд        | Спр        | Пр         | Спр      | Эст      | МС       | Спр       | См        | Пр        | Спр       | Пр        | МС        | См                | Спр               | Пр                | Инд               | МС                | Эст               | Спр           | Пр            | МС            |
| 67            | 56            | DNF       | 62        | —         | DNF        | —          | —          | —       | —       | —       | 17      | 30      | —       | —          | —          | —          | 45       | 10       | —        | 29        | 8         | 34        | 51        | 35        | —         | 9                 | 28                | LAP               | 40                | —                 | 10                | 41            | 24            | —             |

| 2009/10 Итоги | 2009/10 Итоги | Эстерсунд | Эстерсунд | Эстерсунд | Хохфильцен | Хохфильцен | Хохфильцен | Поклюка | Поклюка | Поклюка | Оберхоф | Оберхоф | Оберхоф | Рупольдинг | Рупольдинг | Рупольдинг | Антхольц | Антхольц | Антхольц | ОИ Ванкувер | ОИ Ванкувер | ОИ Ванкувер | ОИ Ванкувер | ОИ Ванкувер | Контиолахти | Контиолахти | Контиолахти | Хольменколлен | Хольменколлен | Хольменколлен | Ханты-Мансийск | Ханты-Мансийск | Ханты-Мансийск |
| Очков         | Место         | Инд       | Спр       | Эст       | Спр        | Пр         | Эст        | Инд     | Спр     | Пр      | Эст     | Спр     | МС      | Спр        | Эст        | МС         | Инд      | Спр      | Пр       | Спр         | Пр          | Инд         | МС          | Эст         | См          | Спр         | Пр          | Спр           | Пр            | МС            | Спр            | МС             | См             |
| 18            | 83            | 65        | DNF       | 15        | 79         | —          | 16         | —       | 32      | 34      | —       | 53      | —       | 71         | 13         | —          | 51       | 45       | 39       | 67          | —           | 42          | —           | —           | —           | —           | —           | —             | —             | —             | 53             | —              | 17             |

| 2008/09 Итоги | 2008/09 Итоги | Эстерсунд | Эстерсунд | Эстерсунд | Хохфильцен | Хохфильцен | Хохфильцен | Хохфильцен | Хохфильцен | Хохфильцен | Оберхоф | Оберхоф | Оберхоф | Рупольдинг | Рупольдинг | Рупольдинг | Антхольц | Антхольц | Антхольц | ЧМ Пхёнчхан | ЧМ Пхёнчхан | ЧМ Пхёнчхан | ЧМ Пхёнчхан | ЧМ Пхёнчхан | ЧМ Пхёнчхан | Уистлер | Уистлер | Уистлер | Тронхейм | Тронхейм | Тронхейм | Ханты-Мансийск | Ханты-Мансийск | Ханты-Мансийск |
| Очков         | Место         | Инд       | Спр       | Пр        | Спр        | Пр         | Эст        | Инд        | Спр        | Эст        | Эст     | Спр     | МС      | Эст        | Спр        | Пр         | Спр      | Пр       | МС       | Спр         | Пр          | Инд         | См          | Эст         | МС          | Инд     | Спр     | Эст     | Спр      | Пр       | МС       | Спр            | Пр             | МС             |
| 0             | —             | DNF       | 90        | —         | 75         | —          | 10         | 92         | 67         | 11         | —       | —       | —       | 13         | —          | —          | —        | —        | —        | 55          | 47          | —           | 6           | 15          | —           | —       | —       | —       | 74       | —        | —        | —              | —              | —              |

| 2007/08 Итоги | 2007/08 Итоги | Контиолахти | Контиолахти | Контиолахти | Хохфильцен | Хохфильцен | Хохфильцен | Поклюка | Поклюка | Поклюка | Оберхоф | Оберхоф | Оберхоф | Рупольдинг | Рупольдинг | Рупольдинг | Антхольц | Антхольц | Антхольц | ЧМ Эстерсунд | ЧМ Эстерсунд | ЧМ Эстерсунд | ЧМ Эстерсунд | ЧМ Эстерсунд | ЧМ Эстерсунд | Пхёнчхан | Пхёнчхан | Пхёнчхан | Ханты-Мансийск | Ханты-Мансийск | Ханты-Мансийск | Хольменколлен | Хольменколлен | Хольменколлен |
| Очков         | Место         | Инд         | Спр         | Пр          | Спр        | Пр         | Эст        | Инд     | Спр     | Эст     | Эст     | Спр     | МС      | Эст        | Спр        | Пр         | Спр      | Пр       | МС       | Спр          | Пр           | См           | Инд          | МС           | Эст          | Спр      | Пр       | См       | Спр            | Пр             | МС             | Спр           | Пр            | МС            |
| 5             | 73            | —           | 79          | —           | —          | —          | 16         | 69      | 58      | —       | —       | —       | —       | —          | —          | —          | —        | —        | —        | 34           | 33           | 10           | 47           | —            | 15           | —        | —        | —        | —              | —              | —              | 26            | DNS           | —             |

| 2006/07 Итоги | 2006/07 Итоги | Эстерсунд | Эстерсунд | Эстерсунд | Хохфильцен | Хохфильцен | Хохфильцен | Хохфильцен | Хохфильцен | Хохфильцен | Оберхоф | Оберхоф | Оберхоф | Рупольдинг | Рупольдинг | Рупольдинг | Поклюка | Поклюка | Поклюка | ЧМ Антхольц | ЧМ Антхольц | ЧМ Антхольц | ЧМ Антхольц | ЧМ Антхольц | ЧМ Антхольц | Лахти | Лахти | Лахти | Хольменколлен | Хольменколлен | Хольменколлен | Ханты-Мансийск | Ханты-Мансийск | Ханты-Мансийск |
| Очков         | Место         | Инд       | Спр       | Пр        | Спр        | Пр         | Эст        | Инд        | Спр        | Эст        | Эст     | Спр     | Пр      | Эст        | Спр        | МС         | Спр     | Пр      | МС      | Спр         | Пр          | Инд         | См          | МС          | Эст         | Инд   | Спр   | Пр    | Спр           | Пр            | МС            | Спр            | Пр             | МС             |
| 0             | —             | —         | —         | —         | —          | —          | —          | —          | —          | —          | —       | —       | —       | —          | —          | —          | —       | —       | —       | 43          | LAP         | —           | 16          | —           | 12          | —     | —     | —     | —             | —             | —             | —              | —              | —              |

## Статистика выступлений на этапах Кубка мира (Лыжные гонки)
по состоянию на конец сезона 2018/2019
| Сезон 2018/2019 | Сезон 2018/2019 | Сезон 2018/2019 | Куусамо | Куусамо  | Лиллехаммер | Лиллехаммер | Лиллехаммер | NO    | Бейтостёлен | Бейтостёлен | Давос  | Давос    | Тоблах | Тоблах   | Валь-Мюстаир | Оберстдорф | Оберстдорф | Валь-ди-Фьемме | Валь-ди-Фьемме | ТдС   | Дрезден | Дрезден | Отепя  | Отепя    | Ульрисехамн | Ульрисехамн | Лахти  | Лахти   | Конь   | Конь     | ЧМ Зефельд | ЧМ Зефельд | ЧМ Зефельд | ЧМ Зефельд | ЧМ Зефельд | ЧМ Зефельд | Осло     | Драммен | Фалун  | Фалун    | Квебек | Квебек   | Квебек   | ФКМ   |
| Очков           | Место(Спр)      | Место(Общ)      | Спр(К)  | 10 км(К) | Спр(С)      | 10 км(С)    | 10 км(К)    | Место | 15 км(С)    | Эст 4x5 км  | Спр(С) | 10 км(С) | Спр(С) | 10 км(С) | Спр(С)       | 10 км(К)   | 10 км(С)   | 10 км(К)       | 9 км(С)        | Место | Спр(С)  | КСпр(С) | Спр(К) | 10 км(К) | 10 км(С)    | Эст 4x5 км  | Спр(С) | КСпр(К) | Спр(С) | 10 км(К) | Спр(С)     | 7.5+7.5 км | КСпр(К)    | 10 км(К)   | Эст 4x5 км | 30 км(С)   | 30 км(К) | Спр(К)  | Спр(С) | 10 км(С) | Спр(С) | 10 км(К) | 10 км(С) | Место |
| 0               | —               | —               | —       | —        | —           | —           | —           | —     | —           | —           | —      | —        | 31     | —        | —            | —          | —          | —              | —              | —     | —       | —       | —      | —        | —           | —           | —      | —       | —      | —        | —          | —          | —          | —          | —          | —          | —        | —       | —      | —        | —      | —        | —        | —     |

| Сезон 2017/2018 | Сезон 2017/2018 | Сезон 2017/2018 | Куусамо | Куусамо  | Куусамо  | NO    | Лиллехаммер | Лиллехаммер | Давос  | Давос    | Тоблах   | Тоблах   | Ленцерхайде | Ленцерхайде | Ленцерхайде | Оберстдорф | Оберстдорф | Валь-ди-Фьемме | Валь-ди-Фьемме | ТдС   | Дрезден | Дрезден | Планица | Планица  | Зефельд | Зефельд  | ОИ Пхёнчхан | ОИ Пхёнчхан | ОИ Пхёнчхан | ОИ Пхёнчхан | ОИ Пхёнчхан | ОИ Пхёнчхан | Лахти  | Лахти    | Драммен | Осло     | Фалун  | Фалун    | Фалун    | ФКМ   |
| Очков           | Место(Спр)      | Место(Общ)      | Спр(К)  | 10 км(К) | 10 км(С) | Место | Спр(К)      | 7.5+7.5 км  | Спр(С) | 10 км(С) | 10 км(С) | 10 км(К) | Спр(С)      | 10 км(К)    | 10 км(С)    | Спр(К)     | 10 км(С)   | 10 км(К)       | 9 км(С)        | Место | Спр(С)  | КСпр(С) | Спр(К)  | 10 км(К) | Спр(С)  | 10 км(С) | 7.5+7.5 км  | Спр(К)      | 10 км(С)    | Эст 4x5 км  | КСпр(С)     | 30 км(К)    | Спр(С) | 10 км(К) | Спр(К)  | 30 км(С) | Спр(С) | 10 км(К) | 10 км(С) | Место |
| 34              | 47              | 76              | —       | —        | —        | —     | —           | —           | —      | —        | —        | —        | 11          | —           | —           | отм        | —          | —              | —              | —     | —       | —       | —       | —        | 21      | —        | —           | —           | —           | —           | 5           | —           | —      | —        | —       | —        | —      | —        | —        | —     |

| Сезон 2016/2017 | Сезон 2016/2017 | Сезон 2016/2017 | Куусамо | Куусамо  | Лиллехаммер | Лиллехаммер | Лиллехаммер | NO    | Давос    | Давос  | Ля-Клюза | Ля-Клюза   | Валь-Мюстаир | Валь-Мюстаир | Оберстдорф | Оберстдорф | Тоблах  | Валь-ди-Фьемме | Валь-ди-Фьемме | ТдС   | Тоблах | Тоблах  | Ульрисехамн | Ульрисехамн | Фалун  | Фалун    | Пхёнчхан | Пхёнчхан   | Пхёнчхан | Отепя  | Отепя    | ЧМ Лахти | ЧМ Лахти   | ЧМ Лахти | ЧМ Лахти | ЧМ Лахти   | ЧМ Лахти | Драммен | Осло     | Квебек | Квебек   | Квебек   | ФКМ   |
| Очков           | Место(Спр)      | Место(Общ)      | Спр(К)  | 10 км(К) | Спр(К)      | 5 км(С)     | 10 км(К)    | Место | 15 км(С) | Спр(С) | 10 км(С) | Эст 4x4 км | Спр(С)       | 5 км(К)      | 5+5 км     | 10 км(С)   | 5 км(С) | 10 км(К)       | 9 км(С)        | Место | Спр(С) | КСпр(С) | 10 км(С)    | Эст 4x5 км  | Спр(С) | 15 км(К) | Спр(К)   | 7.5+7.5 км | КСпр(С)  | Спр(С) | 10 км(К) | Спр(С)   | 7.5+7.5 км | КСпр(К)  | 10 км(К) | Эст 4x5 км | 30 км(С) | Спр(К)  | 30 км(К) | Спр(С) | 10 км(К) | 10 км(С) | Место |
| 22              | 52              | 86              | —       | —        | —           | —           | —           | —     | —        | —      | —        | —          | —            | —            | —          | —          | —       | —              | —              | —     | 17     | 5       | —           | —           | 23     | —        | —        | —          | —        | —      | —        | 8        | —          | —        | —        | —          | —        | —       | —        | —      | —        | —        | —     |

| Сезон 2013/2014 | Сезон 2013/2014 | Сезон 2013/2014 | Куусамо | Куусамо | Куусамо  | NO    | Лиллехаммер | Лиллехаммер | Давос    | Давос  | Азиаго | Азиаго  | Оберхоф | Оберхоф | Ленцерхайде | Ленцерхайде | Кортина-Тоблах | Валь-ди-Фьемме | Валь-ди-Фьемме | ТдС   | Нове-Место | Нове-Место | Шклярска Поремба | Шклярска Поремба | Тоблах   | Тоблах | ОИ Сочи    | ОИ Сочи | ОИ Сочи  | ОИ Сочи    | ОИ Сочи | ОИ Сочи  | Лахти  | Лахти    | Драммен | Осло     | Фалун  | Фалун      | Фалун    | ФКМ   |
| Очков           | Место(Спр)      | Место(Общ)      | Спр(К)  | 5 км(К) | 10 км(С) | Место | 10 км(К)    | Эст 4x5 км  | 15 км(С) | Спр(С) | Спр(К) | КСпр(К) | 3 км(С) | Спр(С)  | Спр(С)      | 10 км(К)    | 15 км(С)       | 5 км(К)        | 9 км(С)        | Место | Спр(С)     | КСпр(К)    | Спр(С)           | 10 км(К)         | 10 км(К) | Спр(С) | 7.5+7.5 км | Спр(С)  | 10 км(К) | Эст 4x5 км | КСпр(К) | 30 км(С) | Спр(С) | 10 км(С) | Спр(К)  | 30 км(К) | Спр(К) | 7.5+7.5 км | 10 км(С) | Место |
| 36              | 52              | 81              | —       | —       | —        | —     | —           | —           | —        | —      | —      | —       | —       | —       | —           | —           | —              | —              | —              | —     | 23         | —          | —                | —                | —        | 21     | —          | 15      | —        | —          | —       | —        | 13     | 46       | —       | —        | —      | —          | —        | —     |

| Сезон 2012/2013 | Сезон 2012/2013 | Сезон 2012/2013 | Елливаре | Елливаре   | Куусамо | Куусамо | Куусамо  | NO    | Квебек | Квебек  | Канмор   | Канмор | Канмор     | Оберхоф | Оберхоф | Валь-Мюстаир | Тоблах   | Тоблах    | Валь-ди-Фьемме | Валь-ди-Фьемме | ТдС   | Либерец | Либерец | Ля-Клюза | Ля-Клюза   | Сочи   | Сочи       | Сочи    | Давос  | Давос    | ЧМ Валь-ди-Фьемме | ЧМ Валь-ди-Фьемме | ЧМ Валь-ди-Фьемме | ЧМ Валь-ди-Фьемме | ЧМ Валь-ди-Фьемме | ЧМ Валь-ди-Фьемме | Лахти  | Лахти    | Драммен | Осло     | Стокгольм | Фалун     | Фалун    | Фалун    | ФКМ   |
| Очков           | Место(Спр)      | Место(Общ)      | 10 км(С) | Эст 4x5 км | Спр(К)  | 5 км(С) | 10 км(С) | Место | Спр(С) | КСпр(С) | 10 км(К) | Спр(С) | 7.5+7.5 км | 3 км(С) | 9 км(К) | Спр(С)       | 15 км(С) | 3.3 км(К) | 10 км(К)       | 9 км(С)        | Место | Спр(К)  | КСпр(С) | 10 км(К) | Эст 4x5 км | Спр(С) | 7.5+7.5 км | КСпр(К) | Спр(К) | 10 км(С) | Спр(К)            | 7.5+7.5 км        | КСпр(С)           | 10 км(С)          | Эст 4x5 км        | 30 км(К)          | Спр(С) | 10 км(К) | Спр(К)  | 30 км(С) | Спр(К)    | 2.5 км(С) | 10 км(К) | 10 км(С) | Место |
| 45              | 41              | 70              | —        | —          | —       | —       | —        | —     | —      | —       | —        | —      | —          | —       | —       | —            | —        | —         | —              | —              | —     | —       | —       | —        | —          | 5      | —          | —       | —      | —        | —                 | —                 | —                 | —                 | —                 | —                 | —      | —        | —       | —        | —         | —         | —        | —        | —     |

| Сезон 2010/2011 | Сезон 2010/2011 | Сезон 2010/2011 | Елливаре | Елливаре   | Куусамо | Куусамо | Куусамо  | NO    | Дюссельдорф | Дюссельдорф | Давос    | Давос  | Ля-Клюза | Ля-Клюза   | Оберхоф   | Оберхоф  | Оберстдорф | Оберстдорф | Тоблах | Тоблах   | Валь-ди-Фьемме | Валь-ди-Фьемме | ТдС   | Либерец | Либерец | Отепя    | Отепя  | Рыбинск | Рыбинск | Рыбинск    | Драммен  | Драммен | ЧМ Хольменколлен | ЧМ Хольменколлен | ЧМ Хольменколлен | ЧМ Хольменколлен | ЧМ Хольменколлен | ЧМ Хольменколлен | Лахти  | Лахти  | Стокгольм | Фалун     | Фалун  | Фалун    | ФКМ   |
| Очков           | Место(Спр)      | Место(Общ)      | 10 км(С) | Эст 4x5 км | Спр(К)  | 5 км(К) | 10 км(С) | Место | Спр(С)      | КСпр(С)     | 10 км(К) | Спр(С) | 15 км(С) | Эст 4x5 км | 2.5 км(С) | 10 км(К) | Спр(К)     | 5+5 км     | Спр(С) | 16 км(С) | 10 км(К)       | 9 км(С)        | Место | Спр(С)  | КСпр(К) | 10 км(К) | Спр(К) | 5+5 км  | Спр(С)  | Эст 4x5 км | 10 км(К) | Спр(С)  | Спр(С)           | 7.5+7.5 км       | 10 км(К)         | КСпр(К)          | Эст 4x5 км       | 30 км(С)         | 5+5 км | Спр(К) | Спр(К)    | 2.5 км(К) | 5+5 км | 10 км(С) | Место |
| 8               | 73              | 104             | —        | —          | —       | —       | —        | —     | —           | —           | —        | —      | —        | —          | —         | —        | —          | —          | —      | —        | —              | —              | —     | 23      | —       | —        | —      | —       | —       | —          | —        | —       | —                | —                | —                | —                | —                | —                | —      | —      | —         | —         | —      | —        | —     |

| Сезон 2008/2009 | Сезон 2008/2009 | Сезон 2008/2009 | Елливаре | Елливаре   | Куусамо | Куусамо  | Ля-Клюза | Ля-Клюза   | Давос    | Давос  | Дюссельдорф | Дюссельдорф | Оберхоф   | Оберхоф  | Прага  | Нове-Место | Нове-Место | Валь-ди-Фьемме | Валь-ди-Фьемме | ТдС   | Уистлер | Уистлер    | Уистлер | Отепя    | Отепя  | Рыбинск  | Рыбинск | Рыбинск    | Вальдидентро | Вальдидентро | ЧМ Либерец | ЧМ Либерец | ЧМ Либерец | ЧМ Либерец | ЧМ Либерец | ЧМ Либерец | Лахти  | Лахти    | Тронхейм | Тронхейм | Стокгольм | Фалун     | Фалун  | Фалун    | ФКМ   |
| Очков           | Место(Спр)      | Место(Общ)      | 10 км(С) | Эст 4x5 км | Спр(К)  | 10 км(К) | 15 км(С) | Эст 4x5 км | 10 км(К) | Спр(С) | Спр(С)      | КСпр(С)     | 2.8 км(С) | 10 км(К) | Спр(С) | 9 км(К)    | Спр(С)     | 10 км(К)       | 9 км(С)        | Место | Спр(К)  | 7.5+7.5 км | КСпр(С) | 10 км(К) | Спр(К) | 10 км(С) | Спр(С)  | 7.5+7.5 км | Спр(С)       | 10 км(К)     | 10 км(К)   | 7.5+7.5 км | Спр(С)     | КСпр(К)    | Эст 4x5 км | 30 км(С)   | Спр(С) | 10 км(С) | Спр(К)   | 30 км(К) | Спр(К)    | 2.5 км(С) | 5+5 км | 10 км(С) | Место |
| 7               | 72              | 109             | —        | —          | —       | —        | —        | —          | —        | —      | —           | —           | —         | —        | —      | —          | —          | —              | —              | —     | —       | —          | —       | —        | —      | —        | —       | —          | —            | —            | —          | —          | —          | —          | —          | —          | 24     | —        | —        | —        | —         | —         | —      | —        | —     |

| Сезон 2007/2008 | Сезон 2007/2008 | Сезон 2007/2008 | Дюссельдорф | Дюссельдорф | Бейтостёлен | Бейтостёлен | Куусамо | Куусамо  | Давос    | Давос      | Рыбинск  | Рыбинск | Нове-Место | Нове-Место | Прага  | Нове-Место | Нове-Место | Азиаго | Валь-ди-Фьемме | Валь-ди-Фьемме | ТдС   | Канмор     | Канмор | Канмор   | Канмор | Отепя    | Отепя  | Либерец   | Либерец | Фалун      | Фалун      | Стокгольм | Лахти  | Лахти    | Драммен | Осло     | Бормио    | Бормио   | Бормио   | ФКМ   |
| Очков           | Место(Спр)      | Место(Общ)      | Спр(С)      | КСпр(С)     | 10 км(С)    | Эст 4x5 км  | Спр(К)  | 10 км(К) | 10 км(К) | Эст 4x5 км | 15 км(С) | Спр(С)  | 3.3 км (К) | 10 км(С)   | Спр(С) | 10 км(С)   | 10 км(К)   | Спр(С) | 10 км(К)       | 9 км(С)        | Место | 7.5+7.5 км | Спр(К) | 10 км(С) | Спр(С) | 10 км(К) | Спр(К) | 7.6 км(С) | Кспр(К) | 7.5+7.5 км | Эст 4x5 км | Спр(К)    | Спр(С) | 10 км(К) | Спр(К)  | 30 км(С) | 2.5 км(С) | 10 км(К) | 10 км(С) | Место |
| 8               | 66              | 86              | —           | —           | —           | —           | —       | —        | —        | —          | —        | —       | —          | —          | —      | —          | —          | —      | —              | —              | —     | —          | —      | —        | —      | —        | —      | —         | —       | —          | —          | —         | 23     | —        | —       | —        | —         | —        | —        | —     |